# 古川慎
古川 慎（ふるかわ まこと、1989年〈平成元年〉9月29日 - ）は、日本の男性声優、歌手。熊本県出身。トイズファクトリー所属。

## 経歴
福岡スクールオブミュージック&ダンス専門学校卒業。　
5歳の時に観た『新機動戦記ガンダムW』のヒイロ・ユイ役だった緑川光の声に憧れ、声優への興味を抱きはじめた。その後、中学生時代にスカパーのアニメ専門チャンネルの観賞をきっかけにアニメ好きになったという。高校生の時、友人から渡された専門学校のパンフレットに緑川光が特別講師として来校する旨の記載があり、挑戦すべく同校に通い始めた。
専門学生だった2009年、ゲーム『黄金の絆』のサディアス役で事実上の声優デビューを果たす。2011年、Webアニメ『武装中学生』の吉野サトシ役にてプロとしてデビューした。
2012年、PlayStation 3専用ソフト『白騎士物語』におけるモーションアクターのアルバイトを経験。
2013年、『ゴールデンタイム』の多田万里役でテレビアニメ初主演。
2016年7月より、声優の小林裕介と共にパーソナリティを務めるラジオ『なんでもヒーロー! ゆっけとまーぼー』が放送開始。
2018年7月、Lantisより歌手デビュー。同年9月1日、6年間所属したスペースクラフト・エンタテインメントを退所し、フリーへ転身。同年12月1日、トイズファクトリーに所属。
2020年、第14回声優アワードにて助演男優賞を受賞。

## 人物
趣味は雑貨屋めぐり、神社や寺などのパワースポットを巡ること。
最も好きな食べ物はお好み焼き。キュウリ、カリフラワー、赤飯が苦手。
好きなアーティストはL'Arc〜en〜Ciel、Mr.Children、ゴスペラーズ、GRANRODEO、BUMP OF CHICKEN。
一人っ子である。

## 出演
太字はメインキャラクター。

### テレビアニメ
2012年
- 黄昏乙女×アムネジア（男子生徒）
- DOG DAYS'（兵士、騎士）
- ココロコネクト（男子生徒、不良）
- 獣旋バトル モンスーノ（2012年 - 2013年、レフティ、兵士2、兵士、ジオ）
- ひだまりスケッチ×ハニカム（よしお）
- PSYCHO-PASS サイコパス（青年）

2013年
- 銀魂'（門下生）
- やはり俺の青春ラブコメはまちがっている。（2013年 - 2015年、男子生徒、ルーム長、赤組男子、海浜高校生徒） - 2シリーズ
- げんしけん 二代目（後輩）
- きんいろモザイク（2013年 - 2015年、男子生徒） - 2シリーズ
- とある科学の超電磁砲S（斑目健治）
- 神さまのいない日曜日（メンヒム）
- ゴールデンタイム（2013年 - 2014年、多田万里）
- WHITE ALBUM2（柔道部員B、男子大学生A、男子生徒B）
- ログ・ホライズン（トモシビ、くすぶる稲妻、冒険者）
- 世界でいちばん強くなりたい!（観客）
- ガイストクラッシャー（2013年 - 2014年、シレン・クォーツハート）

2014年
- 東京レイヴンズ（職員）
- ハイキュー!!（2014年 - 2020年、金田一勇太郎） - 4シリーズ / 2015年に総集編『勝者と敗者』劇場上映
- 彼女がフラグをおられたら（生徒B）
- ノブナガ・ザ・フール（ジル）
- M3〜ソノ黒キ鋼〜（男子生徒B、役員C、島民C）
- ラブリームービー いとしのムーコ シーズン2（うしこう〈高校時代〉）
- 風雲維新ダイ☆ショーグン（霧子の兄）
- 神々の悪戯（男子生徒B）
- 一週間フレンズ。（クラスメイト）
- エスカ&ロジーのアトリエ 〜黄昏の空の錬金術士〜（ロジーの親友）
- 精霊使いの剣舞（カゼハヤ・カミト）
- アルドノア・ゼロ（2014年 - 2015年、筧至剛） - 2シリーズ / 2025年に総集編『アルドノア・ゼロ（Re+）』劇場上映
- 曇天に笑う（警官）

2015年
- 純潔のマリア（若者A）
- 七つの大罪（2015年 - 2018年、グスタフ） - 2シリーズ + 特別編
- 探偵歌劇 ミルキィホームズ TD（アンドリュー）
- デュラララ!!×2（ミツクリ、レイダー） - 2シリーズ
- 四月は君の嘘（男子生徒）
- アルスラーン戦記（2015年 - 2016年、キルス、兵士） - 2シリーズ
- 食戟のソーマ（二階堂圭明、石渡拓己、観客A）
- ダンジョンに出会いを求めるのは間違っているだろうか（2015年 - 2025年、ミアハ） - 5シリーズ
- ハイスクールD×D シリーズ（2015年 - 2018年、ディオドラ・アスタロト） - 2シリーズ
- ミカグラ学園組曲（湊川貞松）
- GATE 自衛隊 彼の地にて、斯く戦えり（2015年 - 2016年、機動隊員、戸津大輔、ラミレス、無線、西元信士、ソーシャルワーカー、ルフルス） - 2シリーズ
- 下ネタという概念が存在しない退屈な世界（若者C、善導課リーダー、男子C、生徒A、群れた布地C、善導課職員C 他）
- がっこうぐらし!（男子生徒B、先輩）
- 戦姫絶唱シンフォギアGX（若者）
- わかば*ガール（男子B）
- Charlotte（男子生徒千田）
- 遊☆戯☆王ARC-V（係員）
- ワンパンマン（2015年 - 、サイタマ） - 3シリーズ
- 落第騎士の英雄譚（男子）
- 対魔導学園35試験小隊（天明路礼真）
- スタミュ（生徒）
- ミス・モノクローム -The Animation- 3（アナウンサー）
- 機動戦士ガンダム 鉄血のオルフェンズ（2015年 - 2017年、ビトー、ギャラルホルンオペレーター、ザック・ロウ、マクギリス部下） - 2シリーズ
- コメット・ルシファー（ゼミ生）

2016年
- プリンス・オブ・ストライド オルタナティブ（バスケ部）
- アクティヴレイド -機動強襲室第八係-（ベヌウ、警備員B、コグレ） - 2シリーズ
- おしえて! ギャル子ちゃん（ボム男）
- ブブキ・ブランキ（イグナート・ボスボロス） - 2シリーズ
- デュエル・マスターズ VS シリーズ（2016年 - 2017年、NO.2、問2ノロン、ドン・ニシデ、ノロンアップ、テレビの声） - 2シリーズ
- プリパラ（2016年 - 2017年、ハム先輩）
- orange（須和弘人）
- タブー・タトゥー（赤塚正義）
- 斉木楠雄のΨ難（2016年 - 2018年、ナレーション、メガネ男、おにいさん霊、男性B、男子生徒B） - 2シリーズ + 完結編
- 91Days（トロンコ）
- はんだくん（東野光太郎）
- デジモンユニバース アプリモンスターズ（2016年 - 2017年、大空勇仁）
- TRICKSTER -江戸川乱歩「少年探偵団」より-（大友久）
- 刀剣乱舞-花丸-（2016年 - 2018年、大倶利伽羅） - 2シリーズ

2017年
- ちるらん にぶんの壱（藤堂平助）
- ACCA13区監察課（ビスキュイ）
- ONE PIECE（ザッパ）
- サクラクエスト（藤原）
- ロクでなし魔術講師と禁忌教典（ライネル＝レイヤー）
- 月がきれい（葛西陸）
- ナイツ&マジック（木場、ドワーフA、ドワーフ、アレン）
- 将国のアルタイル（ザガノス）
- Fate/Apocrypha（赤のライダー / アキレウス）
- 活撃 刀剣乱舞（大倶利伽羅）
- ベイブレードバースト ゴッド（2017年 - 2018年、ジョシュア・ブーン）
- 名探偵コナン（2017年 - 2023年、赤星健吾、藤岡雄二、高橋和夫）
- NEW GAME!!（アントブラック）
- ナナマル サンバツ（戸塚光太郎）
- アニメガタリズ（五門真人）
- クジラの子らは砂上に歌う（トビ、男）
- TSUKIPRO THE ANIMATION（2017年 - 2021年、神楽坂宗司、宗司） - 2シリーズ
- Dies irae（刑事B）
- アイドルマスター SideM（アスラン＝ベルゼビュートII世）

2018年
- ダーリン・イン・ザ・フランキス（操縦士、七賢人、090、職員A、コドモ 他）
- 覇穹 封神演義（哪吒）
- サンリオ男子（松尾智）
- 弱虫ペダル シリーズ（2018年 - 2022年、井瀬慎也） - 2シリーズ
- BANANA FISH（ショーター・ウォン、張）
- 千銃士（マフムト）
- 僕のヒーローアカデミア（2018年 - 2024年、肉倉精児） - 3シリーズ
- グラゼニ（冬木）
- アイドルマスター SideM 理由あってMini!（アスラン＝ベルゼビュートII世）
- ラディアン（エイ）
- 東京喰種トーキョーグール:re（安浦晋三平）
- 火ノ丸相撲（力士）
- 転生したらスライムだった件（2018年 - 2024年、オーガ達 / ベニマル） - 4シリーズ
- はたらく細胞（ライノウイルス）

2019年
- かぐや様は告らせたい〜天才たちの恋愛頭脳戦〜（2019年 - 2023年、白銀御行） - 3シリーズ + 特別編
- ゾイドワイルド（カールK）
- この音とまれ!（堺通孝） - 2シリーズ
- フルーツバスケット（2019年 - 2021年、草摩潑春） - 3シリーズ
- パズドラ（2019年 - 2024年、左之助）
- Dr.STONE（2019年 - 2025年、大木大樹） - 6シリーズ + 特別編
- ヴィンランド・サガ（耳）
- デュエル・マスターズ!!（No.2）
- 鬼滅の刃（2019年 - 2024年、隠 / 後藤） - 3シリーズ
- カードファイト!! ヴァンガード（2019年 - 2020年、新導ライブ）
- 星合の空（村上拓人）
- ゾイドワイルド ZERO（2019年 - 2020年、バーン・ブラッド）
- ノー・ガンズ・ライフ（コルト）

2020年
- なつなぐ!（前園正義、TVアナウンサー）
- 空挺ドラゴンズ（フェイ）
- あひるの空（香取真吾）
- number24（内梨大成）
- エッグカー（ボジェック）
- ミュークルドリーミー（2020年 - 2021年、北田翔平） - 2シリーズ
- 啄木鳥探偵處（若山牧水）
- 炎炎ノ消防隊 シリーズ（2020年 - 2025年、オグン・モンゴメリ） - 2シリーズ
- 恋とプロデューサー〜EVOL×LOVE〜（ショウ）
- 魔王学院の不適合者 〜史上最強の魔王の始祖、転生して子孫たちの学校へ通う〜（2020年 - 2024年、ラオス・カノン・ジルフォー） - 3シリーズ
- 遊☆戯☆王SEVENS（間黒七海）
- 神達に拾われた男（田淵）
- アイドリッシュセブン シリーズ（2020年 - 2023年、岡崎凛人） - 3シリーズ
- 憂国のモリアーティ（2020年 - 2021年、シャーロック・ホームズ） - 2シリーズ

2021年
- SHOW BY ROCK!! STARS!!（リカオ）
- スケートリーディング☆スターズ（流石井隼人）
- ウマ娘 プリティーダービー シリーズ（2021年 - 2023年、南坂、主治医） - 2シリーズ
- 灼熱カバディ（井浦慶）
- 黒ギャルになったから親友としてみた。（千早瑠依）
- 転生したらスライムだった件 転スラ日記（ベニマル）
- カードファイト!! ヴァンガード overDress（村山カツキ）
- オッドタクシー（山本）
- MARS RED（ルーファス・グレン）
- 86-エイティシックス-（2021年 - 2022年、ショーレイ・ノウゼン） - 2シリーズ
- 現実主義勇者の王国再建記（2021年 - 2022年、ルドウィン・アークス） - 2シリーズ
- RE-MAIN（江尻武一）
- デュエル・マスターズ キング!（No.2）
- Sonny Boy（荘誠司）
- 吸血鬼すぐ死ぬ（2021年 - 2023年、ロナルド） - 2シリーズ
- ヴィジュアルプリズン（ギルティア・ブリオン）
- 境界戦機（リウ・フウ）

2022年
- 失格紋の最強賢者（ルカス）
- 幻想三國誌 -天元霊心記-（丁研）
- ふしぎ駄菓子屋 銭天堂（丹原幸介）
- リーマンズクラブ（出雲尚弘）
- ラブオールプレー（松田航輝）
- アオアシ（高杉榮太）
- ニンジャラ（2022年 - 2024年、タイラー）
- 黒の召喚士（アズグラッド・トライセン）
- 機動戦士ガンダム 水星の魔女（2022年 - 2023年、シャディク・ゼネリ、ハロ） - 2シリーズ
- 陰の実力者になりたくて!（2022年 - 2023年、誘拐犯） - 2シリーズ
- BLEACH 千年血戦篇（片倉飛鳥）
- クールドジ男子（2022年 - 2023年、五十嵐元晴）

2023年
- テクノロイド オーバーマインド（カイト / 一ツ橋海翔）
- ジョジョの奇妙な冒険 ストーンオーシャン（リキエル）
- 虚構推理 Season2（室井昌幸）
- お隣の天使様にいつの間にか駄目人間にされていた件（藤宮修斗）
- ノケモノたちの夜（ホームズ）
- ブルーロック（2023年 - 2024年、烏旅人） - 2シリーズ
- Opus.COLORs（榊知陽）
- 魔法少女マジカルデストロイヤーズ（オタクヒーロー）
- 地獄楽（山田浅ェ門衛善）
- 六道の悪女たち（黒方）
- 青のオーケストラ（山田一郎）
- ポケットモンスター（2023年 - 2025年、スピネル）
- 魔法使いの嫁 SEASON2（ザッケローニ） - 2シリーズ
- 転生貴族の異世界冒険録〜自重を知らない神々の使徒〜（四天王A）
- 遊☆戯☆王ゴーラッシュ!!（2023年 - 2025年、蒼月マグト）
- ゾン100〜ゾンビになるまでにしたい100のこと〜（竜崎憲一朗 / ケンチョ）
- スパイ教室（ウェルタ）
- 七つの魔剣が支配する（ジョセフ＝オルブライト）
- 婚約破棄された令嬢を拾った俺が、イケナイことを教え込む（セシル王子）
- 帰還者の魔法は特別です（エルハイム・トリキンシー）
- BEYBLADE X（2023年 - 2025年、カドバー）
- ティアムーン帝国物語〜断頭台から始まる、姫の転生逆転ストーリー〜（ディオン・アライア）
- るろうに剣心 -明治剣客浪漫譚- (2023)（2023年 - 2025年、志々雄真実） - 2シリーズ

2024年
- 俺だけレベルアップな件（2024年 - 2025年、犬飼晃） - 2シリーズ
- 30歳まで童貞だと魔法使いになれるらしい（柘植将人）
- ぶっちぎり?!（蛇走流）
- マッシュル-MASHLE- 神覚者候補選抜試験編（マックス・ランド）
- 悪役令嬢レベル99 〜私は裏ボスですが魔王ではありません〜（ロナルド）
- 刀剣乱舞 廻 -虚伝 燃ゆる本能寺-（大倶利伽羅）
- 変人のサラダボウル（鏑矢惣助）
- バーテンダー 神のグラス（ケルビン・チェン）
- 怪獣8号（斑鳩亮）
- 小市民シリーズ（2024年 - 2025年、堂島健吾） - 2シリーズ
- 杖と剣のウィストリア（ゼオ・トルゼウス・ラインボルト）
- 黄昏アウトフォーカス（菊地原仁）
- 逃げ上手の若君（足利直義）
- 君は冥土様。（日陰武）
- トリリオンゲーム（2024年 - 2025年、緋勇人）
- やり直し令嬢は竜帝陛下を攻略中（リステアード・テオス・ラーヴェ）

2025年
- 戦隊レッド 異世界で冒険者になる（アジール）
- 異修羅（厄運のリッケ）
- 最強の王様、二度目の人生は何をする?（グレイ）
- LAZARUS ラザロ（ダグ）
- 未ル わたしのみらい（オウギワシ / MIRU）
- フェルマーの料理（広瀬一太郎）
- 転生悪女の黒歴史（ギノフォード・ダンデライオン）

時期未定
- 29歳独身中堅冒険者の日常（シノノメ・ハジメ）
- ブレイド&バスタード（イアルマス）
- 無自覚聖女は今日も無意識に力を垂れ流す（エドワード・ルビー・マルティネス）

### 劇場アニメ
- AURA 〜魔竜院光牙最後の闘い〜（2013年、小林）
- アルモニ（2014年、後藤[130]）
- アキの奏で（2015年、林田尚人）
- 心が叫びたがってるんだ。（2015年、岩木寿則[131]）
- orange -未来-（2016年、須和弘人[132]）
- 劇場版 FAIRY TAIL -DRAGON CRY-（2017年、アニムス[133]）
- 劇場版Infini-T Force/ガッチャマン さらば友よ（2018年、手帳の男）
- 機動戦士ガンダムNT（2018年、ブリック・テクラート[134]）
- ブルーサーマル（2022年、南葉良平[135]）
- 映画 オッドタクシー イン・ザ・ウッズ（2022年、山本[136]）
- 特『刀剣乱舞‐花丸‐』〜雪月華〜（2022年、大倶利伽羅[137]） - 3シリーズ[一覧 43]
- 怪盗クイーンはサーカスがお好き（2022年、シャモン斎藤[138]）
- 劇場版 転生したらスライムだった件 紅蓮の絆編（2022年、ベニマル[139]）
- ブルーロック あでぃしょなる・たいむ!（2024年、烏旅人[140]）
- 刀剣乱舞 廻 -々伝 近し侍らうものら-（2024年、大倶利伽羅[141]）
- 風都探偵 仮面ライダースカルの肖像（2024年、照井竜[142]）

### OVA
2014年
- WILD ADAPTER（2014年 - 2015年、西小路） - 2シリーズ

2015年
- コードギアス 亡国のアキト 第3章「輝くもの天より堕つ」（青年将校B）
- ストライク・ザ・ブラッド（2015年 - 2022年、ヴェレシュ・アラダール） - 4シリーズ
- ワンパンマン（サイタマ） - コミックス第10巻アニメDVD同梱版

2016年
- 亜人「中村慎也事件」（浩樹） - 「亜人」単行本第8巻限定版
- TRICKSTER -江戸川乱歩「少年探偵団」より- OVA EPISODE 00（大友久）

2019年
- 転生したらスライムだった件 OAD（ベニマル） - 漫画版第12・13巻限定版付属

2021年
- ダンジョンに出会いを求めるのは間違っているだろうかIII OVA（ミアハ）
- かぐや様は告らせたい?〜天才たちの恋愛頭脳戦〜（白銀御行） - コミックス第22巻OVA付き同梱版
- Fate/Grand Carnival（アキレウス）

2022年
- フルーツバスケット -prelude-（草摩潑春）
- 憂国のモリアーティ〜百合の追憶〜（シャーロック・ホームズ）

2024年
- コードギアス 奪還のロゼ（アッシュ）

### Webアニメ
2010年代
- 武装中学生（2011年、吉野サトシ）
- ニンジャスレイヤー フロムアニメイシヨン（2015年、サードアイ）
- モンスターストライク（2015年 - 2017年、キーパー男子、ヤマトタケル）
- ブレードランナー ブラックアウト2022（2017年、レン）
- 夢王国と眠れる100人の王子様 ショート（2017年、ウェディ）
- A.I.C.O. Incarnation（2018年、相模芳彦）
- ゼノンザード THE ANIMATION（2019年、マニア）
- 斉木楠雄のΨ難 Ψ始動編（2019年、ナレーション）

2020年代
- スーパードラゴンボールヒーローズ プロモーションアニメ（破壊神BS〈バーサーカー〉）
- 天空侵犯（2021年、山波康平）
- 倶利伽羅龍王伝説（2021年 - 2023年、語り）
- 腐男子召喚〜異世界で神獣にハメられました〜（2021年、景虎）
- 風都探偵（2022年、照井竜）
- ぷちクールドジ男子のひとコマ（2023年、五十嵐元晴）
- Fate/Grand Order 藤丸立香はわからない（2023年、アキレウス）
- Plott
  - ハンドレッドノート（2023年 - 、司波仁）
  - 混血のカレコレ（2023年、司波仁）
  - テイコウペンギン（2023年、司波仁）

- 幻日のリムル -SUNSHINE in the SMILE- 前・後編（2023年、ベニマル）
- 大奥（2023年、柏木）
- 放課後のブレス（2023年、ペパー）
- 転生したらスライムだった件 コリウスの夢（2023年、ベニマル）
- 鬼武者（2023年、弦斎）
- チェリまほミニ劇場 お幸せに編（2024年、柘植将人）
- じゃんたま カン!!（2024年、A-37）
- アカペラ侍〜ハモリ隊が江戸を救う！〜（2024年、タコ副隊長）
- BULLET/BULLET（2025年、バレル）
- 終末のワルキューレIII（2025年、ニコラ・テスラ）

### ドラマCD
2013年
- ゴールデンタイム ドラマCD（多田万里）
- じみちょす のうそん部顛末記（宮川旭希彦）

2014年
- 戦国IXA ドラマCD -絆- 其の弐（榊原康政）

2015年
- 「ALIVE」 その1 - その4 Side.S（神楽坂宗司）
- スクミュ!!-Schoolmusical- Act.1 ときめき仮入部（前田）
- 紅茶王子（杉野 他）※桜の花の紅茶王子 第4巻ドラマCD付初回限定版
- ドラマチック謎解きゲームCD 真・女神転生 明ケナイ夜カラノ脱出（魔王メフィスト）
- ようこそ声優寮へ!202号室 〜BLCD声優〜（橘陽向）
- ラストゲーム（宮部）※コミックス第8・11巻ドラマCD付特装版
- ワンパンマン（サイタマ）※『ワンパンマン』第9巻同梱版

2016年
- アイドルマスター SideM シリーズ（2016年 - 2024年、アスラン＝ベルゼビュートII世）
  - THE IDOLM@STER SideM ST@RTING LINE -10 Café Parade
  - NEW STAGE EPISODE：04 Café Parade
  - GROWING SIGN@L 04 Café Parade
  - CIRCLE OF DELIGHT 03 Café Parade

- ALIVE SOARA DramaCD vol.1 - 6（2016年 - 、神楽坂宗司）
- 楽器たちのナイショ話ドラマCD 星空ホールへおいでよ♪ 2nd☆night（久遠）
- ダンジョンに出会いを求めるのは間違っているだろうか11 ドラマCD付き限定特装版（ミアハ）

2017年
- おにいちゃんねる CDコレクション Vol.1 〜お兄ちゃんと過ごすドキドキ♡バレンタイン〜（迅）
- 恋色始標 シリーズ（2017年 - 2019年、仁科遥人）
  - 恋色始標 FILM.3 仁科遥人
  - 恋色始標 Another Film 仁科遥人
  - 恋色始標 Sweet Days FILM.7 仁科遥人

- 不思議の国の有栖川さん（菅谷祐）※『別冊マーガレット』2017年6月号付録
- なまいきざかり。（バスケ部員C）※『花とゆめ』2017年17号付録
- ツキプロ×アニ店特急2017夏 全国盤（神楽坂宗司）
- ちるらん 新撰組鎮魂歌 シリーズ（藤堂平助）
  - 「ちるらん 新撰組鎮魂歌」最強の漢
  - 「ちるらん 新撰組鎮魂歌」人斬り以蔵

- ワンパンマン マジCD DRAMA&SONG VOL.01 - 04（2017年 - 2018年、サイタマ）
- 「機動戦士ガンダム 鉄血のオルフェンズ」EPISODE DRAMA 壱（ザック・ロウ）

2018年
- 君恋シグナル シリーズ（赤羽淳太）
  - ドラマCD 君恋シグナル
  - 君恋シグナル RED×赤羽淳太
  - ドラマCD 君恋シグナル -After Story-

- おかしな転生（セルジャン）
- BBB シリーズ（2018年 - 2019年、大瀧歩夢）
  - BBB -Traplip- TYPE.1 バンドマン
  - BBB -Honeylip- Episode1

- A's×Darling シリーズ（2018年 - 2019年、猫谷千草）
  - ドラマCD A's×Darling
  - A's×Darling TYPE.2 猫谷千草
  - ドラマCD A's Darling -Dear My Honey！-
  - A's×Darling -Kiss you-

- CHIME OUT シリーズ（2018年 - 2019年、藤田洋）
  - CHIME OUT Lesson 3 教育実習のセンセイ
  - BROTHER and BROTHER

- 精霊使いの剣舞 〜エレメンタル・ドリーマー〜（カミト）
- ツキプロ 日常小話集 闇鍋ドラマ2（神楽坂宗司）

2019年
- 神様しばい（西野総介）
- ハイアップ!! Vol.6 藍（藍）
- Someone Special〜大切な人〜Vol.3  瑞木琉（瑞木琉）
- DIG-ROCK シリーズ（2019年 - 2024年、日暮茜）
  - DIG-ROCK RUBIA Leopard
  - DIG-ROCK ―BREAK TIME―
  - DIG-ROCK ―DUEL FES―
  - DIG-ROCK ―RED―
  - DIG-ROCK －dice－
  - DIG-ROCK －BREAK TIME in NY－
  - DIG-ROCK -alive-
  - DIG-ROCK -signal-
  - DIG-ROCK -BREAK TIME 3rd Season-

- ワケアリ四畳半 Room2 無愛想×音大生（狼谷伊織）
- starlit blue topia BACKSTAGE Stories（眞世依空）
- クラシカル・クロニクル ドラマCD「神聖ローマの休日」（ロレンツォ・ダ・ポンテ）
- AD-Fresh Channel.1・2（2019年 - 2020年、落合廉〈れんれん〉）

2020年
- TVアニメ「number24」ドラマCD2巻（内梨大成）
- 魔王の俺が奴隷エルフを嫁にしたんだが、どう愛でればいい?（バルバロス）※文庫第10巻ドラマCD付特装版
- RUSH! ドラマCDブック〜初めての家族旅行〜（十郷理）
- ダンキラ!!!公式コミック&ガイド ドラマCD付き 三千世界・B.M.C.編（源光国）

2021年
- DREAM!ing 〜掴め！漫才ドリーム！〜（花房柳）
- ロマンスコネクト Chat.4 榊稚冬（榊稚冬）
- Bremen シリーズ（戌井律）
  - Bremen -Departure-
  - Bremen vol.4 Ritsu

- ゆるデイズ〜異能力系男子達のゆるゆる生活〜（十文字志鳳）
- ビルシャナ戦姫 シリーズ（源頼朝）
  - ビルシャナ戦姫 〜源平飛花夢想〜 ドラマCD 道草綴り
  - ビルシャナ戦姫 源平飛花夢想 ドラマCD 源平余話

- キャラクタードラマCD スケートリーディング☆スターズ Vol.01 流石井隼人（流石井隼人）
- Loving House Vol.4 藍沢 宝（藍沢宝）
- 周辺男子 -Connectable Boys- 特装版A（マウス）
- Perfumer 〜私の調香師〜 シリーズ（2021年 - 2022年、東雲ルイ）
  - Perfumer.II 東雲ルイ
  - 2nd Season Perfumer.II 東雲ルイ

2022年
- Night owl ドラマCD Day1・2（夜境岳）
- あいむ総理ぃ I’m Sorry ドラマCD vol.1・2（カーク・ウェイ）
- 『オンエア！』Unit Episode CD vol.3 -Re:Fly&エメ☆カレ-（雛瀬碧鳥）
- 花笑む彼と vol.3 〜Anemone〜 市⽑北斗（市毛北斗）
- ディア♥ヴォーカリスト（2022年 - 2024年、OHGI〈オーギ〉）

2023年
- 天獄ストラグル -strayside- シリーズ（2023年 - 2024年、JacK）
  - ドラマCD〜人生最初のハッピーバースデー〜
  - ドラマCD〜俺達の旅行計画〜

- Opus.COLORs シリーズ（榊知陽）
  - 1stドラマCD「#FF0000 RED」
  - 2ndドラマCD「#0000FF BLUE」

- ハンサムロンダリング case.1（水無月淳）
- ティアムーン帝国物語〜断頭台から始まる、姫の転生逆転ストーリー〜ドラマCD〈2〉（ディオン）
- Star Sign（2023年 - 、白鳥一樹）
  - -Birth- Type:TEAM01・02
  - -mission- Vol.1・3

- 悪役令嬢ですが攻略対象の様子が異常すぎる ドラマCD（アリー）
- TVアニメ「吸血鬼すぐ死ぬ」ドラマCD（ロナルド）
- リリウム・コンヴィヴィウム（黒羽蓮司）

2024年
- Gray Sheep シリーズ（JUNKY / ジャンキー）
  - Gray Sheep EP01
  - Gray Sheep EP02

- 30歳まで童貞だと魔法使いになれるらしい14 ドラマCD付き特装版（柘植将人）

### BLCD
2015年
- 玉響（生徒）
- そんな目で見てくれ（大和御門）

2016年
- ジェラテリアスーパーノヴァ（2016年 ‐ 2018年、政田直規(kio)）
  - ジェラテリアスーパーノヴァ royal vanilla

- リンクス（亀田葵）
- パパ's アサシン。〜龍之介は飛んでいく。（龍之介）
- ひだまりが聴こえる（2016‐2021年、杉原航平）
  - ひだまりが聴こえる‐幸福論‐
  - ひだまりが聴こえる -リミット-

- ギヴン－given－ シリーズ（2016年 ‐ 2021年、上ノ山立夏）
  - ギヴン－given－
  - ギヴン－given－ ※『Chéri+』2016年フユvol.19付録ミニドラマCD
  - ギヴン－given－2
  - ギヴン－given－2 Live edition
  - ギヴン－given－2 ※『Chéri+』2017年9月号付録ミニドラマCD
  - ギヴン－given－3
  - ギヴン－given－3 ※『Chéri+』2018年9月号付録ミニドラマCD
  - ギヴン－given－4
  - ギヴン－given－5
  - ギヴン－given－5 Live edition
  - ギヴン－given－5 ※『Chéri+』2021年3月号付録ミニドラマCD

- 飴色パラドックス3（笠井）
- もういちど、なんどでも。（相馬）
- 彼らの恋の行方をただひたすらに見守るCD「男子高校生、はじめての」 シリーズ（2016年－2021年、椎堂真史）
  - 第4弾 親友の交際を全力で阻止する方法
  - 2nd after disc〜GIFT〜
  - 〜Summer vacation 2018〜
  - オールコンビネーションCD vol.2

- ハングアウトクライシス（桜井幹）
- 無自覚ラブファクター（神崎駿）
- SecondSecret ドラマCD 〜Bump of Lovers〜（2016年 ‐ 2017年、泉）
  - 〜Baby's lots of Love〜

- オメガバース系BLドラマCD 私立オメガ学園 偽りのヴァイオリニスト編（α〈吾妻椋〉）
- 新妻くんと新夫くん（2016年－2021年、新妻さとし）
  - 新妻くんと新夫くん おかわり

- きこえる?（井田拓真）
- 僕らの恋と青春のすべて シリーズ（2016年 ‐ 2019年、小田島光秀）
  - case:02 同級生の僕ら
  - 同級生の僕ら 特装版 CD付

- ポルノグラファー（2016年 ‐ 2017年、久住春彥）
  - インディゴの気分

2017年
- はきだめと鶴（岡崎準太）
- インモラル・トライアングル Case.2 ネトラレ・トライアングル（樋口カンナ）
- 愛犬Honey（池松賢太郎）
- おやすみなさい、また明日（荒野朔太郎）
- 家族になろうよ（2017年 ‐ 2022年、和馬）
  - いつか恋になるまで
  - 明けても暮れても -続 いつか恋になるまで-

- ほーげんカレシとルームシェア!〜熊本男子編〜（高宗勇人）
- 狂い鳴くのは僕の番　シリーズ（2017年 ‐ 2021年、高羽慧介）
  - 狂い鳴くのは僕の番
  - 狂い鳴くのは僕の番 ; β1
  - 狂い鳴くのは僕の番 ; β2
  - 狂い鳴くのは僕の番 ; β3

- サヨナラゲーム　シリーズ（2017年 ‐ 2020年、伊藤要祐）
  - ミニドラマCD　描き下ろし〝蜜月期〟
  - サヨナラゲーム
  - 月刊ディアプラス18年09月号付録　ドラマCD『チェンジワールド』
  - チェンジワールド
  - ラブネスト 上&下
  - ラブネスト2

- 好物はいちばんさいごに腹のなか　シリーズ（2017年 ‐ 2023年、滝浪蓮太郎）
  - 好物はいちばんさいごに腹のなか
  - 好物は真夜中のうちに腹のなか
  - 好物は愛しいあなたの腹のなか

- ササクレ・メモリアル（三田悠介）
- 簡易的パーバートロマンス シリーズ（2017年 ‐ 2022年、鹿嶋幸）
  - 簡易的パーバートロマンス1
  - 簡易的パーバートロマンス2
  - 簡易的パーバートロマンス3
  - 理性的パーバートロマンス
  - 簡易的パーバートロマンス4

- 真夜中ラブアライアンス シリーズ （2017年 ‐ 2020年、まさき）
  - 真夜中ラブアライアンス
  - 真夜中ラブアライアンス DEEP

- お前の前で泣くもんか（白井）
- いつかの恋と夏の果て（深原一夏）

2018年
- 花鳥風月4（丹羽）
- アンビバレンス（水海英輔）
- ただのクラスメイトから恋人になるたった1つの方法 Method.1 問題児と優等生の場合（遊馬悠叶）
- 恋愛不行き届き（2018年 ‐ 2019年、桐島賢人）
  - ロストバージン 恋愛不行き届きスピンオフ

- スクラッチブルー（秋人）
- 僕のおまわりさん　シリーズ（2016年 ‐ 2022年、仲本晋）
  - 僕のおまわりさん
  - 僕のおまわりさん2
  - 僕のおまわりさん3

- 落果（大倉）
- 魔彼 〜魔は来たりて彼を堕とす〜第3巻天編「Fleischeslust」フライシェスラスト（ヘルヴィム）
  - 魔彼 〜魔は来たりて彼を堕とす〜第5巻天編

- あいとまこと（愛司、誠司）
- ひねくれさくらに恋が咲く（染井桜）
- プリンシプル（山城）

2019年
- I HATE ドラマCD（桐谷薫）
- 君と僕と世界のほとり Phrase3 片思い卒業式 （船津謡太）
- SWEETと呼ぶにはまだ早い（芳賀直哉）
- 妖しの箱庭に浮かぶ月（結城朱里）
- ドラッグレス・セックス（2019年 ‐ 2023年、辰見）
  - ドラッグレス・セックス 辰見と戌井 return
  - ドラッグレス・セックス 辰見と戌井 return 2

- 愛は金なり（2019年 ‐ 2021年、エリル）
  - 愛は金なりII

- 好みじゃなかと（槇光二郎）
- ゴールデンスパークル（麻田楽）
- 恋するインテリジェンス3（楚和禎人）
- カーストヘヴン3（仙崎鴨）
- とろけるくちびる（2019年 ‐ 2021年、雨宮理久）
  - とろけるくちびる more melty

- 嫌いじゃないけど人間てコワイ!!（溝島はるか）
- ドSおばけが寝かせてくれない 2（2019年 - 2022年、川村大地）
  - ドSおばけが寝かせてくれない3

2020年
- 君ってやつはこんなにも（飯田悠介）
- ダブルフェイスには敵わない （片桐宗馬）
- 好きでごめん。（坂島司）

2021年
- 彼のいる生活（春名圭太）
- エスケープジャーニー2（仁科京）
- 残像スローモーション（2021年－2025年、菊地原仁）
  - 黄昏アウトフォーカス overlap
  - 黄昏アウトフォーカス long take

- ムリ婚。（黒滝千景）

2022年
- 宵々モノローグ（菊池原仁）
- 25時、赤坂で2（2022年ー2025年、山瀬一真）
  - 25時、赤坂で3
  - 25時、赤坂で4
  - 25時、赤坂で5

- 嫌いでいさせて3（2022年 - 2024年、柳木）
  - 嫌いでいさせて4
  - 嫌いでいさせて5

- 食べてもおいしくありません（2022年－2023年、穂高仁）
  - 食べてもおいしくありません2

2023年
- こぼれる、（井学数志）
- マイディア・エージェント（橘真利生）
- 鯛代くん、君ってやつは。 2（差波明依）
- 凪がれ星（一宮天惺）

2024年
- さんかくトワイライト（青葉渉）
- ハッピークソライフ 東京篇（横島伊吹樹）
- フロウフルレメディ 上（獅子戸聖）
  - フロウフルレメディ 下

### オーディオドラマ
2014年
- ニンジャスレイヤー キョート・ヘル・オン・アース 【上】（サードアイ）

2015年
- 君色ストーリア（飛沢勇気）

2016年
- 教師の純情　生徒の欲望（間宮渚） - 漫画第3巻特典ボイスドラマ付

2017年
- GAME OVER（翔太）
- ねこ男子 ニャンキーハイスクール（浦濱速人）

2018年
- 彼らの恋の行方をただひたすらに見守るCD「男子高校生、はじめての」 シリーズ（2018年 - 2021年、椎堂真史）
  - 〜Second Secret〜
  - 〜Second Color〜

2020年
- ClariS 10th year StartinG 仮面の塔 シリーズ（2020年 - 2021年、イーサン、謎の刺客、カイト）
  - -#2 パスト（いきさつ）-
  - -#3 テイクオフ（解放）-
  - -#4 ファーストライト（夜明け）-

2021年
- メゾン ハンダース（加賀谷晴輝）
- 夜桜さんちの大作戦（紅葉銀杏）
- JAZZ-ON! シリーズ（2021年 - 2022年、鳴海ロラン）
  - The After Session
  - My JAZZ-ON! Your JAZZ 前・後編

2022年
- 「宵々モノローグ」恋人たちの夜のこと（菊地原仁）
- ハイドライバーズ（紅林夕）

2023年
- 王子に溺愛されちゃうボイス - 王子に溺愛されたくないので元プリンセスですが男装執事になります！（ノア）
- JAMROCK VOICE DRAMA「Ragga Clash Audition」（神太麻玉兎）
- History of RUSH!【SideA】・【SideB】（十郷理）
- FMシアター「ポンコツおやじとみんなの保育園」（サトシ）
- ブレイド＆バスタード（イアルマス） - 小説第3巻音声特典
- アイドルマスター SideM「315 PASSION CONTENTS」『CONNECT WITH MUSIC! わだかまり、空回り、思いやり』（アスラン＝ベルゼビュートII世）
- 怒れる獅子と身代わり花嫁（アンドレア・フォード）

### デジタルコミック
- 今、恋をしています。（2021年、野田天満） - 第4巻購入特典URLページ、『別冊マーガレット』2021年7月付録URLカード[432]
- 私を好きすぎる勇者様を利用して、今世こそ長生きするつもりだったのに（多分、また失敗した）（2022年 - 2023年、ラルフ・レッドフォード[433]）
- 幼なじみバーテンダーと始める快感レッスン（2022年、大迫衛[434]）
- 晴れのち四季部（2022年 - 2023年、一瀬大和[435]）
- 末っ子皇女殿下（2023年、ロドゴ[436]）
- ヤンキー君と科学ごはん（2023年、猫村蘭[437]）
- キュンとして、山上くん！（2023年、大河[438]）
- 初恋のつづきは男子寮で（2023年 - 2024年、司波廉星[439]）
- 若葉寮で、君と（2024年、日高[440]）
- 超巡!超条先輩（2024年、超条巡[441]）

### 吹き替え

#### 映画
- おとなの恋の測り方（2017年、ベンジー〈セザール・ドンボワ〉）
- トゥームレイダー ファースト・ミッション（2018年、ロケット[442]）
- モキシー 〜私たちのムーブメント〜（2021年、セス〈ニコ・ヒラガ〉）
- ゾンビーズ3（2022年、バッキー〈トレヴァー・トージマン〉）
- コンクリート・ユートピア（2024年、ミンソン〈パク・ソジュン〉[443]）

#### ドラマ
- シリコンバレー（2017年、アリ）
- フラーハウス シーズン3（2017年、チャド〈タナー・ブキャナン〉）
- Reboot ガーディアン・コード（2018年、パーカー / グーグス〈アジャイ・フリーセ〉）
- ヒューマンズ シーズン2（2018年、マイロ・カウリー〈マーシャル・オールマン〉）
- シェイムレス 俺たちに恥はない シーズン9（2019年、ジェイソン）
- キャンプ・キキワカ シーズン5・6（2022年 - 2023年、パーカー〈トレヴァー・トージマン〉）

#### アニメ
- トロールズ（2017年、クリーク）
- モンスター・ホテル ザ・シリーズ（2017年、ジェット・ブラック[444]）
- トロールズ: シング・ダンス・ハグ!（2018年 - 2019年、クリーク、トビー、ピーター、ゲイリー、HPS）
- DCスーパーヒーローガールズ（2021年、スティーブ・トレバー）
- 天官賜福（2021年 - 2024年、南風、風信[445]） - 2シリーズ[一覧 52]
- ゾンビーズ ザ・シリーズ ショーツ（2023年、バッキー〈トレヴァー・トージマン〉）

### 特撮
- 仮面ライダーゴースト（2016年、刀眼魔の声[446]）
- スーパー戦隊シリーズ
  - 手裏剣戦隊ニンニンジャーVSトッキュウジャー THE MOVIE 忍者・イン・ワンダーランド[447]（2016年、闇アカニンジャーの声）
  - ナンバーワン戦隊ゴジュウジャー（2025年、パーリーピーポーノーワンの声[448]）

### ラジオ
※はインターネット配信。
- TVアニメ「ゴールデンタイム」Webラジオ 慎・界人のふぁうふぁうタイム（2013年 - 2014年、アニメイトTV※）[449]
- ワンパンマン 正義執行!マジラジオ!（2015年 - 2016年、HiBiKi Radio Station※）[450]
- MAN TWO MONTH RADIO 古川慎ののんびりどうぞ（2016年、AG-ON※・超!A&G+※）
- 山下誠一郎・古川慎のorangeなふたり（2016年 、ラジオ大阪・Radital※）[451]
- なんでもヒーロー!ゆっけとまーぼー（2016年 - 、ニコニコ動画シーサイドチャンネル※）[452]
- Fate/Apocrypha Radio トゥリファス！（2017年 - 2018年、音泉※・テレビアニメ公式サイト※）
- アイドルマスター SideM ラジオ 315プロNight!（2018年、ニコニコ生放送※）
- 月刊 新・男前通信12月号〜月刊・古川慎（2018年、文化放送モバイルplus※）
- 増田俊樹・古川慎のごりやく☆研究所（2019年 - 2021年、KBS京都ラジオ・radiko※・ニコニコチャンネル※）
- アニソン部Ⅱミニコーナー『古川慎の祇園から呉服町』（2021年、エフエム福岡・radiko※）
- 古川 慎と〇〇人の語り部の館（2021年 - 、ニコニコチャンネル※）[453]
- あにぺろミニコーナー『古川慎の祇園から呉服町　リターンズ』（2022年、エフエム福岡・radiko※）
- かぐや様は告らせたい LOVE STREAM（2022年 - 2023年、Spotify※）

### ナレーション
- 電撃Girl'sStyle‐2016年1月 CM
- ガルドコミックス「サラリーマンが異世界に行ったら四天王になった話」（2022年）[454]
- チームキャラバン熊本（2023年）

### PV
- 君ノ声 PV（2022年、京極一成[455]）
- 空気が「読める」新入社員と無愛想な先輩 PV（2022年、国忠懐斗[456]）
- 無自覚聖女は今日も無意識に力を垂れ流す PV（2023年、エドワード[457]）
- ド田舎出身の芋令嬢、なぜか公爵に溺愛される PV（2023年、アレクセイラス[458]）

### テレビ番組
※はインターネット配信。
- アニメマシテ（2014年）MC
- ツキプロch.（2016年）SOARAの泣きつき処コーナー
- きょうの料理「強火で行こうぜ!」（ドッキー）（2022年 - 、NHK）

### 舞台
- 朗読劇「その日のまえに」「ヒア・カムズ・ザ・サン」（2016年4月16日・23日、DMM VR THEATER） - トシくん 役[459]
- 声優落語天狗連 第四回（2016年5月22日、浅草東洋館）[460]
- 声の優れた俳優によるドラマリーディング 日本文学名作選
  - 第二弾 「三四郎／門」（2016年11月30日、12月9日、TOKYO FM HALL）[461]
  - 第六弾「舞姫事件ー鴎外輪舞曲ー」（2018年4月11日・12日、紀伊國屋サザンシアター TAKASHIMAYA） - 相沢謙吉 役[462]
- 声優朗読劇フォアレーゼン「本当はあぶないモーツァルト」（ネコ 役）
  - 福岡公演（2018年10月28日、石橋文化ホール）[463]
  - 愛知公演（2019年1月27日、江南市民文化会館 大ホール）[464]
- 朗読劇「ふたり芝居」（2019年2月17日、ザムザ阿佐谷） - カール、クルト 役[465]
- CHILL CHILL BOX ４th presents 朗読劇「カフェオレは君の甘い香り」（2019年4月28日、サンパール荒川） - 時枝治生 役[466]
- 朗読で描く海外名作シリーズ音楽朗読劇 「レ・ミゼラブル」（2019年8月12日、TOKYO FM HALL） - ジャン・ヴァルジャン 役[467]
- オーケストラ音楽朗読劇「クラシカル・クロニクル Op.01 マエストロ・アントニオ・サリエリ」（2020年1月5日、埼玉会館大ホール） - ロレンツォ・ダ・ポンテ 役[468]
- 全国５大都市ツアー 朗読劇「三国志」〜誓いの調べ〜（2021年11月21日、Zepp Namba） - 劉備 役[469]
- 朗読劇「Perfumer 〜私の調香師〜」（2022年4月17日、渋谷区文化総合センター大和田 さくらホール） - 東雲ルイ 役[470]
- オトメイトドラマティックシアター vol.02「ビルシャナ戦姫 〜源平秋風の舞〜」（2022年10月9日、市川市文化会館 大ホール） - 源頼朝 役[471]
- THE IDOLM@STER SideM PASSIONABLE READING SHOW -超常事変〜対立スル正義〜-（2023年3月12日、武蔵野の森総合スポーツプラザ メインアリーナ） - アスラン＝BBII世 役[472]

### パチンコ・パチスロ
- SLOTタブー・タトゥー（2021年、赤塚正義[473]）
- Pワンパンマン（2022年、サイタマ[474]）
- Pフィーバーかぐや様は告らせたい（2023年、白銀御行[475]）
- スマスロ転生したらスライムだった件（2023年、ベニマル[476]）

### 玩具
- COMPLETE SELECTION MODIFICATION アクセルドライバー ver.1.5 風都探偵EDITION（2023年2月）

### その他コンテンツ
- リアル宝探し 〜風魔からの挑戦〜 in 小田原（2017年）
- 人狼バトル〜人狼VS魔法使い〜（2017年）
- 人狼バトル lies and the truth 2018 JUNE〜人狼VS怪盗〜（2018年）
- 人狼バトル〜人狼VSスパイ〜（2018年）
- JAZZ-ON!（2019年 - 2022年、鳴海ロラン[477][478]）
- セカイ系バラエティ 僕声2（2020年、声の出演[479]）
- サンパチスター　芸人×声優の二次元お笑いプロジェクト（2020年 - 2021年、茜リオ[480]）
- 東映ツークン研究所 オリジナル短編作品『HYBRID』（2020年、エド、警察ロボ[481]）
- ボイスアニメ『しょうぐん 天晴れェド！』（2021年、田沼意次[482]）
- 倶利迦羅不動寺 境内音声ガイド（2021年[483]）
- ピクチャードラマ『歌浴曲ウォーズ』（2021年、猛[484]）
- VS AMBIVALENZ（2021年 - 、39YEAH↗[485]、REY[486]）
- YOASOBI『THE BOOK 2 Spotify Edition』（2021年、朗読[487]）
- ハイドライバーズ（2022年 - 、紅林夕[488]）
- オーディオブック『拝啓見知らぬ旦那様、離婚していただきます 上・下巻』（2022年 - 2023年、朗読[489]）
- コードジェム（2024年、イチ / 一条[490]）

## ディスコグラフィ

### シングル
|            | 発売日        | タイトル               | 規格品番          | 規格品番   | 規格品番   | オリコン 最高位 |
| 初回限定盤 | 発売日        | タイトル               | 通常盤            | アニメ盤   |            | オリコン 最高位 |
| ---------- | ------------- | ---------------------- | ----------------- | ---------- | ---------- | --------------- |
| 1st        | 2018年7月4日  | miserable masquerade   | LACM-34771        | LACM-14771 |            | 9位             |
| 2nd        | 2019年5月22日 | 地図が無くても戻るから | LACM-34875        | LACM-14875 | 10位       |                 |
| 3rd        | 2020年7月29日 | 本日モ誠ニ晴天也       | LACM-34002        | LACM-24002 | 12位       |                 |
| 4th        | 2022年2月16日 | 我、薔薇に淫す         |                   | LACM-24241 | LACM-24242 | 15位            |
| 5th        | 2022年6月22日 | 荊棘輪舞曲             | LACM-24268        | LACM-24269 | 21位       |                 |
| [ 注 1 ]   | 2023年7月5日  | “Place your bets”      | LACM-34394        | LACM-24394 |            | 6位             |
| 7th        | 2024年6月12日 | カレイドスコープ       | LACM-34583〜34584 | LACM-24583 | 9位        |                 |

### アルバム
|            | 発売日         | タイトル            | 規格品番   | 規格品番   | 規格品番   | オリコン 最高位 |
| 初回限定盤 | 発売日         | タイトル            | 通常盤     | 数量限定盤 |            | オリコン 最高位 |
| ---------- | -------------- | ------------------- | ---------- | ---------- | ---------- | --------------- |
| 1st        | 2020年12月23日 | from fairytale      | LACA-35851 | LACA-15851 |            | 20位            |
| ミニ       | 2021年11月17日 | ROOM Of No Name     | LACA-35914 | LACA-15914 | 11位       |                 |
| ミニ       | 2025年6月18日  | Catch Me If You Can | LACA-35157 | LACA-25157 | LACZ-10291 |                 |

### タイアップ曲
| 楽曲                   | タイアップ                                                 | 時期   |
| ---------------------- | ---------------------------------------------------------- | ------ |
| 地図が無くても戻るから | テレビアニメ『ワンパンマン』第2期エンディングテーマ        | 2019年 |
| 本日モ誠ニ晴天也       | テレビアニメ『啄木鳥探偵處』オープニングテーマ             | 2020年 |
| 我、薔薇に淫す         | テレビアニメ『薔薇王の葬列』第1クールオープニングテーマ    | 2022年 |
| 荊棘輪舞曲             | テレビアニメ『薔薇王の葬列』第2クールオープニングテーマ    | 2022年 |
| Hightail it            | テレビアニメ『履いてください、鷹峰さん』エンディングテーマ | 2025年 |

### キャラクターソング
| 発売日         | 商品名 | 歌 | 楽曲 | 備考 |
| -------------- | --- | --- | --- | --- |
| 2014年4月23日  | ゴールデンタイム BD・DVD第5巻特典CD                                                                                        | 多田万里（古川慎）、柳澤光央（石川界人）、二次元くん（比上孝浩） | 「いいんじゃない？」 | ゲーム『ゴールデンタイム Vivid Memories』エンディングテーマ                                                   |
| 2014年7月23日  | ゴールデンタイム BD・DVD第8巻特典CD                                                                                        | さおちゃん（後藤沙緒里）、しーちゃん（伊藤静）、多田万里（古川慎） | 「いいんじゃない？」 | ゲーム『ゴールデンタイム Vivid Memories』エンディングテーマ                                                   |
| 2014年7月23日  | ゴールデンタイム BD・DVD第8巻特典CD                                                                                        | 多田万里（古川慎）、柳澤光央（石川界人）、二次元くん（比上孝浩） | 「コトノハ」 | ゲーム『ゴールデンタイム Vivid Memories』エンディングテーマ                                                   |
| 2015年7月8日   | B地区戦隊SOX | SOX | 「B地区戦隊SOX」 | テレビアニメ『下ネタという概念が存在しない退屈な世界』オープニングテーマ                                      |
| 2015年8月26日  | ミカグラ学園組曲 BD・DVD第3巻特典CD                                                                                        | 湊川貞松（古川慎） | 「花吹雪リフレクト」 | テレビアニメ『ミカグラ学園組曲』関連曲                                                                        |
| 2015年8月28日  | ALIVE Side.S Vol.3 | SOARA | 「マクガフィン」 | 『ALIVE』関連曲                                                                                               |
| 2015年9月16日  | 「心が叫びたがってるんだ。」オリジナルサウンドトラック                                                                     | 悪い妖精 | 「燃えあがれ」 | 劇場アニメ「心が叫びたがってるんだ。」挿入歌                                                                  |
| 2015年9月16日  | 「心が叫びたがってるんだ。」オリジナルサウンドトラック                                                                     | 少女［仁藤菜月（雨宮天）］、王子［坂上拓実（内山昂輝）］、世界の人々 | 「あなたの名前呼ぶよ」 | 劇場アニメ「心が叫びたがってるんだ。」挿入歌                                                                  |
| 2015年11月27日 | ALIVE Side.S Vol.4 | 大原空（豊永利行）、在原守人（小野友樹）、神楽坂宗司（古川慎） | 「旅立ちのエール」 | 『ALIVE』関連曲                                                                                               |
| 2015年11月27日 | ALIVE Side.S Vol.4 | SOARA | 「さまよい星」 「S.O.A.R.A」 | 『ALIVE』関連曲                                                                                               |
| 2015年12月24日 | Blu-ray & DVD『ワンパンマン 1』 特典CD                                                                                     | サイタマ（古川慎） | 「サイタマのワンパン音頭」 | テレビアニメ『ワンパンマン』関連曲                                                                            |
| 2016年4月20日  | THE IDOLM@STER SideM ST@RTING LINE -10 Café Parade                                                                         | Café Parade | 「Café Parade!」 「À La Carte FREEDOM♪」 「DRIVE A LIVE」 | ゲーム『アイドルマスター SideM』関連曲                                                                        |
| 2016年4月22日  | ALIVE SOARA 花鳥風月「花」編                                                                                               | SOARA | 「アイノハナ」 | 『ALIVE』シリーズ関連曲                                                                                       |
| 2016年4月28日  | 星空ホールへおいでよ♪ メッセージソングCD 久遠編 鼓動-Romance Fascination-                                                  | 久遠（古川慎） | 「星空ホールへおいでよ♪」 「鼓動-Romance Fascination-」 | 『星空ホールへおいでよ♪』関連曲                                                                               |
| 2016年5月27日  | Blu-ray & DVD『ワンパンマン 6』特典CD                                                                                      | サイタマ（古川慎）、ジェノス（石川界人）、音速のソニック（梶裕貴）、戦慄のタツマキ（悠木碧）、地獄のフブキ（早見沙織）、キング（安元洋貴）、無免ライダー（中村悠一） | 「ミンナのワンパン音頭」 | テレビアニメ『ワンパンマン』関連曲                                                                            |
| 2016年6月24日  | ALIVE SOARA 花鳥風月「鳥」編                                                                                               | SOARA | 「LAPIS BLUE」 | 『ALIVE』関連曲                                                                                               |
| 2016年9月16日  | ALIVE SOARA 花鳥風月「風」編                                                                                               | SOARA | 「そよかぜの唄」 | 『ALIVE』関連曲                                                                                               |
| 2016年11月16日 | THE IDOLM@STER SideM ORIGIN@L PIECES 01                                                                                    | アスラン＝ベルゼビュートII世（古川慎） | 「我が混沌のサバト・マリアージュ」 | ゲーム『アイドルマスター SideM』関連曲                                                                        |
| 2016年11月25日 | ALIVE SOARA 花鳥風月「月」編                                                                                               | SOARA | 「三日月ファンタジー」 | 『ALIVE』関連曲                                                                                               |
| 2017年2月1日   | EXIT TUNES PRESENTS ACTORS6                                                                                                | 二条佑斗（古川慎） | 「それがあなたの幸せとしても」 | 『ACTORS』関連曲                                                                                              |
| 2017年2月1日   | EXIT TUNES PRESENTS ACTORS6                                                                                                | 二条佑斗（古川慎）、宇和島麒平（森嶋秀太） | 「カーニバル」 | 『ACTORS』関連曲                                                                                              |
| 2017年2月1日   | EXIT TUNES PRESENTS ACTORS6                                                                                                | 柴島犾（石谷春貴）、二条佐斗流（ランズベリー・アーサー）、二条佑斗（古川慎）、宇和島麒平（森嶋秀太）、新木完（佐藤祐吾） | 「きょうもハレバレ」 | 『ACTORS』関連曲                                                                                              |
| 2017年2月1日   | Beyond The Dream | 315プロダクション所属アイドル | 「Beyond The Dream」 | ゲーム『アイドルマスター SideM』テーマソング                                                                  |
| 2017年2月1日   | Beyond The Dream | 315プロダクション所属アイドル（フィジカル） | 「Beyond The Dream」 | ゲーム『アイドルマスター SideM』テーマソング                                                                  |
| 2017年3月24日  | ALIVE SOARA ユニットソングシリーズ                                                                                         | SOARA | 「Wonder Wand」 | 『ALIVE』関連曲                                                                                               |
| 2017年6月30日  | ALIVE 「X Lied」 Vol.3 宗司&涼太                                                                                           | 神楽坂宗司（古川慎） | 「BUZZER BEATER」 | 『ALIVE』関連曲                                                                                               |
| 2017年7月26日  | デジモンユニバース アプリモンスターズ キャラクターソング&オリジナル・サウンドトラック                                      | 大空勇仁（古川慎）、オフモン（嶋村侑） | 「スロースターター」 | テレビアニメ『デジモンユニバース アプリモンスターズ』関連曲                                                   |
| 2017年10月13日 | エリアル -ALIEL- | SOARA | 「エリアル -ALIEL-」 | テレビアニメ『TSUKIPRO THE ANIMATION』主題歌                                                                  |
| 2017年11月3日  | Making Love!! 〜未来への鍵〜                                                                                               | トム・コリンズ（近藤隆）、ムーラン・ルージュ（諏訪部順一）、ソルティ・ドッグ（榎木淳弥）、テキーラ・サンライズ（島﨑信長）、エメラルドミスト（古川慎）、マティーニ（江口拓也） | 「Making Love!! 〜未来への鍵〜」 | ゲーム『カクテル王子』主題歌                                                                                  |
| 2017年12月6日  | 恋色始標 Another Film 仁科遥人                                                                                             | 仁科遥人（古川慎） | 「瞬きの間に」 | ドラマCD『恋色始標』関連曲                                                                                    |
| 2017年12月6日  | 『刀剣乱舞-花丸-』歌詠全集                                                                                                 | 花丸刀剣男士一同 | 「花丸◎日和！47振りver.」 | 劇場アニメ『刀剣乱舞-花丸- 〜幕間回想録〜』主題歌                                                             |
| 2017年12月20日 | ACTORS - Songs Collection 2 -                                                                                              | 二条佑斗（古川慎） | 「シャルル」 | 『ACTORS』関連曲                                                                                              |
| 2017年12月22日 | TSUKIPRO THE ANIMATION BD・DVD第1巻特典CD                                                                                  | SOARA | 「FRIEND」 | テレビアニメ『TSUKIPRO THE ANIMATION』エンディングテーマ                                                      |
| 2017年12月23日 | スチームプリズン-七つの美徳-主題歌CD                                                                                       | エルトクリード（白井悠介）、ウルリク（高塚智人）、アダージュ（古川慎）、イネス（君嶋哲）、ユネ（高瀬泰幸）、フィン（新垣樽助） | 「悠遠」 | ゲーム『スチームプリズン-七つの美徳-』主題歌                                                                  |
| 2018年1月17日  | THE IDOLM@STER SideM 3rd ANNIVERSARY DISC 01 Café Parade & Altessimo & Legenders                                           | Café Parade | 「Reversed Masquerade」 | ゲーム『アイドルマスター SideM』関連曲                                                                        |
| 2018年1月17日  | THE IDOLM@STER SideM 3rd ANNIVERSARY DISC 01 Café Parade & Altessimo & Legenders                                           | Café Parade、Altessimo、Legenders | 「Eternal Fantasia」 | ゲーム『アイドルマスター SideM』関連曲                                                                        |
| 2018年1月24日  | 続『刀剣乱舞-花丸-』歌詠集 其の三                                                                                          | 燭台切光忠（佐藤拓也）、大倶利伽羅（古川慎）、太鼓鐘貞宗（髙橋孝治） | 「奇しき巡りは粋な縁」 | テレビアニメ『続 刀剣乱舞-花丸-』エンディングテーマ                                                           |
| 2018年2月2日   | THE IDOLM@STER SideM 3rd ANNIVERSARY SOLO COLLECTION 01                                                                    | アスラン＝ベルゼビュートII世（古川慎） | 「Reversed Masquerade」 | ゲーム『アイドルマスター SideM』関連曲                                                                        |
| 2018年2月21日  | 続『刀剣乱舞-花丸-』歌詠集 其の七                                                                                          | 大和守安定（市来光弘）、加州清光（増田俊樹）、大倶利伽羅（古川慎）、三日月宗近（鳥海浩輔）、博多藤四郎（大須賀純）、山伏国広（櫻井トオル）、御手杵（浜田賢二）、江雪左文字（佐藤拓也） | 「花丸印の日のもとで ver.7」 | テレビアニメ『続 刀剣乱舞-花丸-』オープニングテーマ                                                           |
| 2018年2月23日  | TSUKIPRO THE ANIMATION BD・DVD第3巻特典CD                                                                                  | SOARA | 「スタートライン 〜Boys, Be Mighty〜」 | テレビアニメ『TSUKIPRO THE ANIMATION』エンディングテーマ                                                      |
| 2018年4月27日  | TSUKIPRO THE ANIMATION BD・DVD第5巻特典CD                                                                                  | SOARA | 「未来への贈り物」 | テレビアニメ『TSUKIPRO THE ANIMATION』エンディングテーマ                                                      |
| 2018年6月15日  | TSUKIPRO THE ANIMATION BD・DVD第7巻特典CD                                                                                  | SOARA、Growth、SolidS、QUELL | 「Dear Dreamer,」 | テレビアニメ『TSUKIPRO THE ANIMATION』エンディングテーマ                                                      |
| 2018年7月4日   | 「セカイ系バラエティ 僕声」サウンドトラック                                                                                | 僕声（古川慎） | 「君の○○の悩みがセカイを救った事を君は何も知らない」 | バラエティ番組『僕声』エンディングテーマ                                                                      |
| 2018年7月27日  | ALIVE SOARA RE:START シリーズ2                                                                                             | 神楽坂宗司（古川慎）、宗像廉（村田太志）、七瀬望（沢城千春） | 「ラウンドアバウト」 | 『ALIVE』関連曲                                                                                               |
| 2018年9月26日  | Noble Bullet 05 オスマングループ                                                                                           | マフムト（古川慎） | 「祈りの風」 | ゲーム『千銃士』関連曲                                                                                        |
| 2018年9月26日  | 『DREAM!ing』 1stシングル TAKE A DREAM!!                                                                                   | 望月悠馬（島﨑信長）、花房柳（古川慎）、新兎千里（花江夏樹）、獅子丸孝臣（内田雄馬）、針宮藤次（豊永利行）、三毛門紫音（蒼井翔太） | 「TAKE A DREAM!!」 | ゲーム『DREAM!ing』関連曲                                                                                     |
| 2018年9月26日  | 『DREAM!ing』 1stシングル TAKE A DREAM!!                                                                                   | 三毛門紫音（蒼井翔太）、花房柳（古川慎）、浅霧巳影（立花慎之介）、柴咲真也（山口智広）、白華時雨（小林裕介）、槙千鶴（土岐隼一）、志部谷幽（畠中祐）、牛若湊（中島ヨシキ） | 「ゆめの世界へようこそ」 | ゲーム『DREAM!ing』関連曲                                                                                     |
| 2018年9月28日  | ALIVE SOARA RE:START シリーズ3                                                                                             | SOARA | 「LIFE IS AMAZING」 | 『ALIVE』関連曲                                                                                               |
| 2018年9月28日  | 「ホーンテッド・オバケストラ」キャラクターソング Vol.3『ハッピーエンダー』義王                                             | 義王・フォン・ヴォルファルト（古川慎） | 「ハッピーエンダー」 | 『ホーンテッド・オバケストラ』関連曲                                                                          |
| 2018年10月31日 | スタレボ☆彡 88星座のアイドル革命 THE BEST「STAR REVOLUTION」Vol.1                                                          | 4+U | 「Horoscope」 「アオノエデン」 | ゲーム『スタレボ☆彡 88星座のアイドル革命』関連曲                                                              |
| 2018年11月14日 | THE IDOLM@STER SideM WakeMini! MUSIC COLLECTION 01                                                                         | 315 STARS（フィジカル Ver.） | 「LET'S GO!!」 | テレビアニメ『アイドルマスター SideM 理由あってMini!』エンディングテーマ                                      |
| 2018年11月21日 | Now On Air! | 6carats | 「Now On Air!」 | ゲーム『オンエア！』主題歌                                                                                    |
| 2018年11月30日 | ALIVE SOARA RE:START シリーズ4                                                                                             | 在原守人（小野友樹）、神楽坂宗司（古川慎） | 「panorama」 | キャラクターCD『ALIVE』関連曲                                                                                 |
| 2019年1月23日  | スタレボ☆彡 88星座のアイドル革命 THE BEST「STAR REVOLUTION」Vol.4                                                          | 4+U | 「…Rain」 | ゲーム『スタレボ☆彡 88星座のアイドル革命』関連曲                                                              |
| 2019年2月6日   | THE IDOLM@STER SideM WORLD TRE@SURE 06                                                                                     | 伊集院北斗（神原大地）、都築圭（土岐隼一）、冬美旬（永塚拓馬）、アスラン＝ベルゼビュートII世（古川慎） | 「Hallo, Freunde!」 「MEET THE WORLD!（GERMANY Ver.）」 | ゲーム『アイドルマスター SideM LIVE ON ST@GE!』関連曲                                                         |
| 2019年2月13日  | 僕等の六等星 〜ゆめライブCD 悠馬&柳〜                                                                                      | 望月悠馬（島﨑信長）、花房柳（古川慎） | 「僕等の六等星」 「グンナイ☆HONEY（柳・悠馬ver.）」 「グンナイ☆HONEY（悠馬・柳ver.）」 「All or Nothing（悠馬・柳ver.）」 「All or Nothing（柳・悠馬ver.）」 | ゲーム『DREAM!ing』関連曲                                                                                     |
| 2019年2月13日  | BRAVE HEARTS | BRAVE HEARTS | 「StoryBook FANTASIA」 「JUSTICE」 | ゲーム『アイドルファンタジー』関連曲                                                                          |
| 2019年2月13日  | BRAVE HEARTS | 星野蓮（古川慎） | 「StoryBook FANTASIA」 「JUSTICE」 | ゲーム『アイドルファンタジー』関連曲                                                                          |
| 2019年2月13日  | ALEX Knights | ALEX Knights | 「REAL×FANTASY」 | ゲーム『アイドルファンタジー』関連曲                                                                          |
| 2019年2月13日  | ALEX Knights | 星野蓮（古川慎） | 「REAL×FANTASY」 | ゲーム『アイドルファンタジー』関連曲                                                                          |
| 2019年2月13日  | ALEX Knights | ALEX Knights | 「Across the Road〜僕ら繋ぐ道〜」 | ゲーム『アイドルファンタジー』関連曲                                                                          |
| 2019年2月13日  | ALEX Knights | 星野蓮（古川慎） | 「Across the Road〜僕ら繋ぐ道〜」 | ゲーム『アイドルファンタジー』関連曲                                                                          |
| 2019年3月6日   | 君と僕と世界のほとり Phrase3 片思い卒業式                                                                                  | 船津謡太（古川慎）、佐野椿⽣（松岡禎丞） | 「ロスト・フェアリーワールド」 「同じ空が呼んでる」 | 『君と僕と世界のほとり』関連曲                                                                                |
| 2019年3月15日  | THE IDOLM@STER SideM WakeMini! SOLO COLLECTION 01 PHYSICAL Ver.                                                            | アスラン＝ベルゼビュートII世（古川慎） | 「LET'S GO!!」 | テレビアニメ『アイドルマスター SideM 理由あってMini!』関連曲                                                  |
| 2019年3月27日  | BLACK OUT/HAPPY ENTERTAINER 〜ゆめライブCD 黒寮VS白寮〜                                                                    | 虎澤一生（深町寿成）、浅霧巳影（立花慎之介）、花房柳（古川慎）、三毛門紫音（蒼井翔太）、柴咲真也（山口智広）、白華時雨（小林裕介） | 「HAPPY ENTERTAINER」 | ゲーム『DREAM!ing』関連曲                                                                                     |
| 2019年3月27日  | BLACK OUT/HAPPY ENTERTAINER 〜ゆめライブCD 黒寮VS白寮〜                                                                    | 望月悠馬（島﨑信長）、花房柳（古川慎）、新兎千里（花江夏樹）、獅子丸孝臣（内田雄馬）、針宮藤次（豊永利行）、三毛門紫音（蒼井翔太）、虎澤一生（深町寿成）、浅霧巳影（立花慎之介）、柴咲真也（山口智広）、白華時雨（小林裕介）、竜ヶ崎仁（武内駿輔）、槙千鶴（土岐隼一）、志部谷幽（畠中祐）、牛若湊（中島ヨシキ）、久磨凛太朗（柿原徹也）、ビアンキ由仁（天野七瑠）                                                                       | 「TAKE A DREAM!!（特進生集合Ver.）」 | ゲーム『DREAM!ing』関連曲                                                                                     |
| 2019年3月27日  | ミュージカル・リズムゲーム『夢色キャスト』GENESIS Vocal Collection                                                         | GENESIS | 「Phantom Rain」 「Dears for Fears」 | ゲーム『夢色キャスト』関連曲                                                                                  |
| 2019年3月27日  | ミュージカル・リズムゲーム『夢色キャスト』GENESIS Vocal Collection                                                         | 黒木崚介（古川慎） | 「HIKARI HIKARU HIKARI」 「NO ANSWER」 | ゲーム『夢色キャスト』関連曲                                                                                  |
| 2019年3月29日  | ALIVE SOARA RE:START シリーズ6                                                                                             | SOARA | 「幸せのプロローグ」 | 『ALIVE』関連曲                                                                                               |
| 2019年5月10日  | THE IDOLM@STER SideM 4th ANNIVERSARY DISC「LIVE in your SMILE / DREAM JOURNEY」                                            | DRAMATIC STARS、Jupiter、Beit、High×Joker、Café Parade、もふもふえん、F-LAGS | 「DREAM JOURNEY」 | ゲーム『アイドルマスター SideM』関連曲                                                                        |
| 2019年7月26日  | ALIVE「CARDS」シリーズ 1巻「CLUB」                                                                                         | SOARA | 「三つ葉のクローバー」 「ライバル」 | 『ALIVE』関連曲                                                                                               |
| 2019年9月4日   | ACTORS -Extra Edition 9-［一・大・佑斗・完］                                                                               | 二条佑斗（古川慎） | 「地球最後の告白を」 | 『ACTORS』関連曲                                                                                              |
| 2019年9月25日  | DIG-ROCK RUBIA Leopard Vol.1                                                                                               | RUBIA Leopard［日暮茜（古川慎）］ | 「Answer」 | ドラマCD『DIG-ROCK』関連曲                                                                                    |
| 2019年11月20日 | KING OF FIRE | ナギ（平川大輔）、ヨミ（古川慎）、ビリー・カーン（石谷春貴） | 「LAST HEAVEN」 | ゲーム『THE KING OF FIGHTERS for GIRLS』関連曲                                                                |
| 2019年11月27日 | JAZZ-ON! Sessions 旅団仲間は信じても、ラクダの紐は縛っておけ                                                               | 鳴海ロラン（古川慎）、影山新（伊東健人） | 「Light away! 星屑旅団JAZZアレンジバージョン」 | 『JAZZ-ON!』関連曲                                                                                            |
| 2019年11月27日 | DIG-ROCK RUBIA Leopard Vol.2                                                                                               | RUBIA Leopard［日暮茜（古川慎）］ | 「Chained to You」 | ドラマCD『DIG-ROCK』関連曲                                                                                    |
| 2019年12月18日 | THE IDOLM@STER SideM 5th ANNIVERSARY DISC 01 PRIDE STAR                                                                    | 315 ALLSTARS | 「PRIDE STAR」 「DRIVE A LIVE」 「Reason!!」 「GLORIOUS RO@D」                                                                                               | ゲーム『アイドルマスター SideM』関連曲                                                                        |
| 2019年12月18日 | SHOW BY ROCK!! BEST Vol.3                                                                                                  | Yokazenohorizon［リカオ（古川慎）］ | 「Awakening World」 「夜風に揺れて」 「幻Forest」 「イメージノ」                                                                                             | ゲーム『SHOW BY ROCK!!』関連曲                                                                                |
| 2020年1月22日  | DIG-ROCK RUBIA Leopard Vol.3                                                                                               | RUBIA Leopard［日暮茜（古川慎）］ | 「Never end」 | ドラマCD『DIG-ROCK』関連曲                                                                                    |
| 2020年1月29日  | CharadeManiacs キャラクターソング&ドラマ Vol.3                                                                             | 陀宰メイ（古川慎） | 「ずっと」 | ゲーム『CharadeManiacs』関連曲                                                                                |
| 2020年2月19日  | THE IDOLM@STER SideM 5th ANNIVERSARY DISC 03 W&Café Parade&もふもふえん                                                    | Café Parade | 「Present For You!!!!! 〜A day in the café〜」 | ゲーム『アイドルマスター SideM』関連曲                                                                        |
| 2020年2月19日  | THE IDOLM@STER SideM 5th ANNIVERSARY DISC 03 W&Café Parade&もふもふえん                                                    | W、Café Parade、もふもふえん | 「ミュージアムジカ」 | ゲーム『アイドルマスター SideM』関連曲                                                                        |
| 2020年3月6日   | THE IDOLM@STER SideM 5th ANNIVERSARY UNIT COLLECTION -PRIDE STAR-                                                          | Café Parade | 「PRIDE STAR」 | ゲーム『アイドルマスター SideM』関連曲                                                                        |
| 2020年3月25日  | JEALOUSYS | XXX | 「Shout」 | ゲーム『快感♥フレーズ CLIMAX』関連曲                                                                          |
| 2020年4月22日  | DIG-ROCK -BREAK TIME- Type:RL                                                                                              | RUBIA Leopard［日暮茜（古川慎）］ | 「Higher Ground」 | ドラマCD『DIG-ROCK』関連曲                                                                                    |
| 2020年4月24日  | JAZZ-ON! Sessions 開闢≠Beginning                                                                                           | 鳴海ロラン（古川慎）、氷室奏斗（中島ヨシキ） | 「千本桜 星屑旅団JAZZアレンジバージョン」 | 『JAZZ-ON!』関連曲                                                                                            |
| 2020年5月20日  | ACTORS-Singing Contest Edition-sideA                                                                                       | 二条佑斗（古川慎） | 「カメリア・コンプレックス」 | 『ACTORS』関連曲                                                                                              |
| 2020年6月24日  | DIG-ROCK -DUEL FES- Vol.1 Type:RL                                                                                          | RUBIA Leopard［日暮茜（古川慎）］ | 「Prisoner」 | ドラマCD『DIG-ROCK』関連曲                                                                                    |
| 2020年7月8日   | TVアニメ『啄木鳥探偵處』オリジナル・サウンドトラック                                                                       | 若山牧水（古川慎） | 「旅路へ」 | テレビアニメ『啄木鳥探偵處』挿入歌                                                                            |
| 2020年8月26日  | DIG-ROCK -DUEL FES- Vol.3                                                                                                  | RUBIA Leopard［日暮茜（古川慎）］ | 「Identity」 | ドラマCD『DIG-ROCK』関連曲                                                                                    |
| 2020年8月26日  | THE IDOLM@STER SideM 5th ANNIVERSARY SOLO COLLECTION 02                                                                    | アスラン＝ベルゼビュートII世（古川慎） | 「Present For You!!!!! 〜A day in the café〜」 | ゲーム『アイドルマスター SideM』関連曲                                                                        |
| 2020年8月28日  | Dear Dreamer, ver.SOARA | SOARA | 「Dear Dreamer,」 | テレビアニメ『TSUKIPRO THE ANIMATION』関連曲                                                                  |
| 2020年11月4日  | THE IDOLM@STER SideM NEW STAGE EPISODE:04 Café Parade                                                                      | Café Parade | 「Delicious Delivery」 「NEXT STAGE!」 | ゲーム『アイドルマスター SideM』関連曲                                                                        |
| 2020年11月18日 | ダンキラ!!! Music Collection Vol.2                                                                                         | 源光国（古川慎） | 「絆、知りそめし季節 〜源 光国ver.〜」 | ゲーム『ダンキラ!!! - Boys, be DANCING! -』関連曲                                                             |
| 2020年11月25日 | DIG-ROCK -RED- Type:RL | RUBIA Leopard［日暮茜（古川慎）］ | 「Destination」 | ドラマCD『DIG-ROCK』関連曲                                                                                    |
| 2020年12月16日 | Trigger | RUBIA Leopard［日暮茜（古川慎）］ | 「EXISTER」 | ドラマCD『DIG-ROCK』関連曲                                                                                    |
| 2021年1月6日   | ACTORS – Deluxe Dream Edition –                                                                                            | 二条佐斗流（ランズベリー・アーサー）、二条佑斗（古川慎） | 「ハウトゥー世界征服」 | 『ACTORS』関連曲                                                                                              |
| 2021年1月22日  | JAZZ-ON! Invisible Chord 1st                                                                                               | 智川翔琉（石井真）、鳴海ロラン（古川慎） | 「Lead Your Sound」 | 『JAZZ-ON!』関連曲                                                                                            |
| 2021年2月7日   | THE IDOLM@STER SideM UNIT COLLECTION -MEET THE WORLD!-                                                                     | 315 ALLSTARS | 「MEET THE WORLD!」 | ゲーム『アイドルマスター SideM』関連曲                                                                        |
| 2021年2月7日   | THE IDOLM@STER SideM UNIT COLLECTION -MEET THE WORLD!-                                                                     | Café Parade | 「MEET THE WORLD!」 | ゲーム『アイドルマスター SideM』関連曲                                                                        |
| 2021年2月17日  | TVアニメ「SHOW BY ROCK!! STARS!!」挿入歌ミニアルバム Vol.1                                                                 | Yokazenohorizon［リカオ（古川慎）］ | 「Final Opinion」 | テレビアニメ『SHOW BY ROCK!! STARS!!』挿入歌                                                                  |
| 2021年2月24日  | JAZZ-ON! Tone of Stars Alpha                                                                                               | 鳴海ロラン（古川慎）、天城輝之進（堀江瞬）、安藝月玲玖（村上喜紀）、桐生蒼弥（益山武明） | 「Tone of Stars Alpha」 | 『JAZZ-ON!』関連曲                                                                                            |
| 2021年3月19日  | アニドルカラーズ Rush! | RUSH! | 「Rush!」 | ゲーム『アニドルカラーズ』関連曲                                                                              |
| 2021年3月19日  | アニドルカラーズ Rush! Solo Collection                                                                                     | 十郷理（古川慎） | 「Rush!」 | ゲーム『アニドルカラーズ』関連曲                                                                              |
| 2021年4月21日  | SHOW BY ROCK!! BEST Vol.4                                                                                                  | Yokazenohorizon［リカオ（古川慎）］ | 「Realistic Interface」 | ゲーム『SHOW BY ROCK!! Fes A Live』関連曲                                                                     |
| 2021年4月28日  | DIG-ROCK ―dice― Type:RL | RUBIA Leopard［日暮茜（古川慎）］ | 「NO LIMIT」 | ドラマCD『DIG-ROCK』関連曲                                                                                    |
| 2021年5月19日  | SHOW BY ROCK!! STARS!! BD第2巻特典CD                                                                                       | ヤス（伊東健人）、チタン（小林裕介）、リカオ（古川慎） | 「GANARE」 | テレビアニメ『SHOW BY ROCK!! STARS!!』関連曲                                                                  |
| 2021年5月28日  | ALIVE「CARDS」シリーズ 3巻 SOARA「HEART」                                                                                  | SOARA | 「ハートライン」 「心気楼」 | 『ALIVE』関連曲                                                                                               |
| 2021年6月28日  | Surprise Song Series vol.02 CODE:THE NINTH WAVE 「タナトスノーツ」                                                         | 義王・フォン・ヴォルファルト（古川慎） | 「タナトスノーツ」 | 『ホーンテッド・オバケストラ』関連曲                                                                          |
| 2021年7月9日   | Gonna Be Alright | SOARA | 「Gonna Be Alright」 | テレビアニメ『TSUKIPRO THE ANIMATION 2』主題歌                                                                |
| 2021年7月21日  | スケートリーディング☆スターズ キャラクターソングミニアルバム①                                                              | 流石井隼人（古川慎） | 「螺旋のモーメント」 | テレビアニメ『スケートリーディング☆スターズ』関連曲                                                           |
| 2021年7月28日  | DIG-ROCK ―dice― Type：RL×HR                                                                                                | RUBIA Leopard［日暮茜（古川慎）］ | 「LOVER」 | ドラマCD『DIG-ROCK』関連曲                                                                                    |
| 2021年7月28日  | ファビュラスナイト Host-Song Reservation -Indigo- トワイライト                                                             | トワイライト | 「Mr.Trillion」 | 『FABULOUS NIGHT』関連曲                                                                                      |
| 2021年9月29日  | THE IDOLM@STER SideM GROWING SIGN@L 01 Growing Smiles!                                                                     | 315 ALLSTARS | 「Growing Smiles!」 「DRIVE A LIVE」 「Beyond The Dream」 「NEXT STAGE!」                                                                                    | ゲーム『アイドルマスター SideM GROWING STARS』関連曲                                                          |
| 2021年10月6日  | 6つのカケラ/結晶 | 折川悠李（仲村宗悟）、峰岸忍（増田俊樹）、加賀谷晴輝（古川慎）、四ノ森明希人（西山宏太朗）、郡司薫（斉藤壮馬）、佐山正宗（江口拓也） | 「6つのカケラ」 | サウンドドラマ『メゾン ハンダース』主題歌                                                                     |
| 2021年10月6日  | 残酷シャングリラ/BLOODY KISS/玉座のGEMINI                                                                                  | O★Z | 「残酷シャングリラ」 | テレビアニメ『ヴィジュアルプリズン』オープニングテーマ                                                        |
| 2021年11月18日 | Answer | Yokazenohorizon［リカオ（古川慎）］ | 「Answer」 | ゲーム『SHOW BY ROCK!! Fes A Live』関連曲                                                                     |
| 2021年11月19日 | 「スチームプリズン」主題歌「玲瓏」                                                                                         | エルトクリード（白井悠介）、ウルリク（高塚智人）、アダージュ（古川慎）、イネス（君嶋哲）、ユネ（高瀬泰幸）、フィン（新垣樽助） | 「玲瓏」 | ゲーム『スチームプリズン』主題歌                                                                              |
| 2021年11月19日 | 「スチームプリズン」キャラクターソング集                                                                                   | アダージュ（古川慎） | 「デラシネ」 | ゲーム『スチームプリズン』関連曲                                                                              |
| 2021年11月26日 | TSUKIPRO THE ANIMATION2 BD・DVD第1巻特典CD                                                                                 | SOARA | 「LET IT BE」 | テレビアニメ『TSUKIPRO THE ANIMATION2』エンディングテーマ                                                     |
| 2021年12月15日 | ヴィジュアルプリズン BD・DVD第1巻特典CD                                                                                    | ECLIPSE | 「ギルティ†クロス」 | テレビアニメ『ヴィジュアルプリズン』挿入歌                                                                    |
| 2021年12月22日 | Go My Own Way | VS AMBIVALENZ | 「Go My Own Way」 「Restart」 「it's you!」 | 『VS AMBIVALENZ』関連曲                                                                                       |
| 2021年12月22日 | DIG-ROCK －BREAK TIME in NY－ Type:RL                                                                                      | RUBIA Leopard［日暮茜（古川慎）］ | 「HOME」 | ドラマCD『DIG-ROCK』関連曲                                                                                    |
| 2022年1月8日   | THE IDOLM@STER SideM UNIT COLLECTION -Growing Smiles!-                                                                     | Café Parade | 「Growing Smiles!」 | ゲーム『アイドルマスター SideM GROWING STARS』関連曲                                                          |
| 2022年1月26日  | イロカレシピ〜ツンデレ彼氏、おひさま彼氏と作るトロチーカレー麻婆豆腐〜                                                     | 松村岬青（古川慎）、河北橙星（鈴木崚汰） | 「イケない妄想♡隠し味」 | ドラマCD『イロカレシピ』関連曲                                                                                |
| 2022年1月28日  | TSUKIPRO THE ANIMATION2 BD・DVD第3巻特典CD                                                                                 | 在原守人（小野友樹）、神楽坂宗司（古川慎）、八重樫剣介（山谷祥生）、桜庭涼太（山下大輝）、篁志季（江口拓也）、奥井翼（斉藤壮馬） | 「名残鬼」 | テレビアニメ『TSUKIPRO THE ANIMATION2』エンディングテーマ                                                     |
| 2022年2月9日   | THE IDOLM@STER SideM GROWING SIGN@L 04 Café Parade                                                                         | Café Parade | 「Pavé Étoiles」 「Teatime Cliché」 | ゲーム『アイドルマスター SideM GROWING STARS』関連曲                                                          |
| 2022年2月23日  | 六色/デッドヒートストーリー                                                                                                | 折川悠李（仲村宗悟）、峰岸忍（増田俊樹）、加賀谷晴輝（古川慎）、四ノ森明希人（西山宏太朗）、郡司薫（斉藤壮馬）、佐山正宗（江口拓也） | 「六色」 | 『メゾン ハンダース』主題歌                                                                                   |
| 2022年2月25日  | ALIVE 「Neo X Lied」vol.3 宗司&涼太                                                                                        | 神楽坂宗司（古川慎）、桜庭涼太（山下大輝） | 「Black & White」 | 『ALIVE』関連曲                                                                                               |
| 2022年3月12日  | THE IDOLM@STER SideM PASSION@TE FORMATION -PHYSICAL-                                                                       | 315 STARS（フィジカルVer.） | 「RED HOT BEAT!!」 | ゲーム『アイドルマスター SideM GROWING STARS』関連曲                                                          |
| 2022年3月12日  | THE IDOLM@STER SideM PASSION@TE FORMATION -PHYSICAL-                                                                       | アスラン＝ベルゼビュートII世（古川慎） | 「RED HOT BEAT!!」 | ゲーム『アイドルマスター SideM GROWING STARS』関連曲                                                          |
| 2022年3月23日  | ANGELIST/SACRIFICE/ROYAL CROWN                                                                                             | O★Z | 「ANGELIST」 | テレビアニメ『ヴィジュアルプリズン』挿入歌                                                                    |
| 2022年3月23日  | ヴィジュアルプリズン BD・DVD第4巻特典CD                                                                                    | ギルティア・ブリオン（古川慎） | 「SKY」 | テレビアニメ『ヴィジュアルプリズン』挿入歌                                                                    |
| 2022年3月25日  | TSUKIPRO THE ANIMATION2 BD・DVD第5巻特典CD                                                                                 | SOARA | 「ひみつのトレジャー」 | テレビアニメ『TSUKIPRO THE ANIMATION2』エンディングテーマ                                                     |
| 2022年3月30日  | Paradox Live Opening Show-Road to Legend-                                                                                  | 獄Luck | 「STRONGER」 | 『Paradox Live』関連曲                                                                                        |
| 2022年3月30日  | THRONE | RUBIA Leopard［日暮茜（古川慎）］ | 「THRONE」 | ドラマCD『DIG-ROCK』関連曲                                                                                    |
| 2022年3月30日  | PreOrder | VS AMBIVALENZ | 「PreOrder」 | 『VS AMBIVALENZ』関連曲                                                                                       |
| 2022年3月30日  | オッドタクシー Blu-ray BOX特典キャラクターソングEP                                                                         | 山本（古川慎） | 「錆びついたグラス」 | テレビアニメ『オッドタクシー』関連曲                                                                          |
| 2022年4月1日   | あいむ総理ぃ I’m Sorry ドラマCD vol.1                                                                                      | DJ博文（藤崎雄大）、ベア（小林千晃）、仙次郎（蒼井翔太）、カーク・ウェイ（古川慎）、さかえ（豊永利行） | 「SpeechOnMusic」 | ドラマCD『あいむ総理ぃ』関連曲                                                                                |
| 2022年4月27日  | KAGUYA ULTRA BEST | 白銀御行（古川慎）、四宮かぐや（古賀葵） | 「ラブ・ドラマティック」 | テレビアニメ『かぐや様は告らせたい〜天才たちの恋愛頭脳戦〜』関連曲                                            |
| 2022年5月10日  | My Nonfiction | 白銀御行（古川慎）、藤原千花（小原好美） | 「My Nonfiction」 | テレビアニメ『かぐや様は告らせたい-ウルトラロマンティック-』エンディングテーマ                                |
| 2022年5月25日  | テクノロイド ユニゾンハート CLIMBER CD SERIES vol.2                                                                        | STAND-ALONE | 「Not Standing Alone」 「For What, For Whom」 | ゲーム『テクノロイド ユニゾンハート』関連曲                                                                   |
| 2022年5月27日  | TSUKIPRO THE ANIMATION2 BD・DVD第7巻特典CD                                                                                 | SOARA、Growth、SolidS、QUELL | 「Best Wishes,」 | テレビアニメ『TSUKIPRO THE ANIMATION2』エンディングテーマ                                                     |
| 2022年6月29日  | -VSA Musical- | VS AMBIVALENZ | 「スペシャル！」 「サンライズ・イン・ジ・アイズ」 「ビバレンソング！」 「ビバレンソング！ 〜for GLANZ〜」                                                    | 『VS AMBIVALENZ』関連曲                                                                                       |
| 2022年6月29日  | -VSA Musical- | VS AMBIVALENZ | 「スペシャル！」 「サンライズ・イン・ジ・アイズ」 「ビバレンソング！」 「ビバレンソング！ 〜for GLANZ〜」                                                    | 『VS AMBIVALENZ』関連曲                                                                                       |
| 2022年6月29日  | -VSA Musical- | VS AMBIVALENZ | 「スペシャル！」 「サンライズ・イン・ジ・アイズ」 「ビバレンソング！」 「ビバレンソング！ 〜for GLANZ〜」                                                    | 『VS AMBIVALENZ』関連曲                                                                                       |
| 2022年8月5日   | オンエア! ユニットソングコレクション                                                                                       | エメ☆カレ | 「ミラクル☆グリーン」 | ゲーム『オンエア！』関連曲                                                                                    |
| 2022年8月31日  | Paradox Live -Road to Legend- Round1 "RAGE"                                                                                | 獄Luck | 「Fight For Liberty」 | 『Paradox Live』関連曲                                                                                        |
| 2022年9月23日  | シュテルン♪ 〜うた・ときめき・ありがとう〜                                                                                 | すばる（古川慎）、恒（伊東健人） | 「星のトラベラー☆」 | 『シュテルン♪』関連曲                                                                                         |
| 2022年10月1日  | THE IDOLM@STER SideM GROWING SIGN@L SOLO COLLECTION 01                                                                     | アスラン＝ベルゼビュートII世（古川慎） | 「Pavé Étoiles」 | ゲーム『アイドルマスター SideM GROWING STARS』関連曲                                                          |
| 2022年10月15日 | -Still On Journey- | VS AMBIVALENZ | 「Still On Journey」 「HAPPY GRADUATION」 「Go My Own Way 〜Purple Ver.〜」                                                                                  | 『VS AMBIVALENZ』関連曲                                                                                       |
| 2022年10月15日 | -Still On Journey- | VS AMBIVALENZ | 「Still On Journey」 「HAPPY GRADUATION」 「Go My Own Way 〜Purple Ver.〜」                                                                                  | 『VS AMBIVALENZ』関連曲                                                                                       |
| 2022年10月15日 | -Still On Journey- | VS AMBIVALENZ | 「Still On Journey」 「HAPPY GRADUATION」 「Go My Own Way 〜Purple Ver.〜」                                                                                  | 『VS AMBIVALENZ』関連曲                                                                                       |
| 2022年11月5日  | JAMROCK ANTHEM | Lyrical Majician（HAN-KUN）、Queen Rhyme（AKANE）、Silent Killer（RUEED）、千虎旱（榎木淳弥）、神太麻玉兎（古川慎）、白雲天（狩野翔）、珠響つみき（重松千晴）、累崎銃甲（谷山紀章）、八剱士魂（上村祐翔） | 「JAMROCK ANTHEM」 | 『JAMROCK』関連曲                                                                                             |
| 2022年11月5日  | 旱玉 | 千虎旱（榎木淳弥）、神太麻玉兎（古川慎） | 「旱玉」 | 『JAMROCK』関連曲                                                                                             |
| 2022年12月21日 | THE IDOLM@STER SideM GROWING SIGN@L 15 Take a StuMp!                                                                       | 315 ALLSTARS | 「Take a StuMp!」 | ゲーム『アイドルマスター SideM GROWING STARS』関連曲                                                          |
| 2022年12月21日 | 「吸血鬼すぐ死ぬ」キャラクターソング入りサウンドトラック〈1〉                                                              | ロナルド（古川慎） | 「Make me the Hunter」 | テレビアニメ『吸血鬼すぐ死ぬ』関連曲                                                                          |
| 2022年12月30日 | ALIVE「あの頃の僕らは」シリーズ 神楽坂宗司「Overjoy -狂喜乱舞-」                                                           | 神楽坂宗司（古川慎） | 「Overjoy -狂喜乱舞-」 | 『ALIVE』関連曲                                                                                               |
| 2023年1月25日  | THE IDOLM@STER SideM 49 ELEMENTS 08 Café Parade                                                                            | Café Parade | 「Smiling Platter!」 | ゲーム『アイドルマスター SideM GROWING STARS』関連曲                                                          |
| 2023年1月25日  | THE IDOLM@STER SideM 49 ELEMENTS 08 Café Parade                                                                            | アスラン＝ベルゼビュートII世（古川慎） | 「暗黒への前奏曲」 | ゲーム『アイドルマスター SideM GROWING STARS』関連曲                                                          |
| 2023年2月1日   | Paradox Live -Road to Legend- Consolation Match"SHOWDOWN"                                                                  | 獄Luck | 「Trigger」 | 『Paradox Live』関連曲                                                                                        |
| 2023年2月1日   | Paradox Live -Road to Legend- Consolation Match"SHOWDOWN"                                                                  | Paradox Live All ARTISTS［BAE、The Cat's Whiskers、cozmez、悪漢奴等、武雷管、VISTY、AMPRULE、1Nm8、獄Luck］ | 「Rap Guerrilla Reload -Paradox Live All ARTISTS-」 | 『Paradox Live』関連曲                                                                                        |
| 2023年2月1日   | ファビュラスナイト Host-Song PRIDE -Sun & Moon- トワイライト                                                               | 白洲（古川慎） | 「Waning Moon」 | 『FABULOUS NIGHT』関連曲                                                                                      |
| 2023年2月11日  | THE IDOLM@STER SideM UNIT COLLECTION -Take a StuMp!-                                                                       | Café Parade | 「Take a StuMp!」 | ゲーム『アイドルマスター SideM GROWING STARS』関連曲                                                          |
| 2023年2月22日  | TVアニメ「クールドジ男子」第2クールエンディングテーマ「たいせつ」                                                          | PICG | 「たいせつ」 | テレビアニメ『クールドジ男子』エンディングテーマ                                                              |
| 2023年2月22日  | TVアニメ「クールドジ男子」第2クールエンディングテーマ「たいせつ」                                                          | 五十嵐元晴（古川慎） | 「たいせつ」 | テレビアニメ『クールドジ男子』関連曲                                                                          |
| 2023年2月22日  | TVアニメ「テクノロイド オーバーマインド」エンディングテーマ「インヴィジブル -one heart-」                                  | KNoCC、STAND-ALONE | 「インヴィジブル -one heart-」 | テレビアニメ『テクノロイド オーバーマインド』エンディングテーマ                                               |
| 2023年2月22日  | TVアニメ「テクノロイド オーバーマインド」エンディングテーマ「インヴィジブル -one heart-」                                  | コバルト（浦和希）、カイト（古川慎）、シルバ（榎木淳弥）、フラン（小林大紀）、ボーラ（濱野大輝）、ノーベル（野島健児） | 「インヴィジブル -all heart-」 | ゲーム『テクノロイド ユニゾンハート』主題歌                                                                   |
| 2023年3月11日  | 幻想のUtopia/安寧のDystopia                                                                                                | ピエール（堀江瞬）、蒼井悠介（菊池勇成）、蒼井享介（山谷祥生）、握野英雄（熊谷健太郎）、木村龍（濱健人）、秋山隼人（千葉翔也）、冬美旬（永塚拓馬）、榊夏来（渡辺紘）、若里春名（白井悠介）、紅井朱雀（益山武明）、東雲荘一郎（天﨑滉平）、アスラン＝ベルゼビュートII世（古川慎）、岡村直央（矢野奨吾）、硲道夫（伊東健人）、大河タケル（寺島惇太）、牙崎漣（小松昌平）、天峰秀（伊瀬結陸）、花園百々人（宮﨑雅也）、眉見鋭心（大塚剛央） | 「幻想のUtopia」 | 舞台『THE IDOLM@STER SideM PASSIONABLE READING SHOW -超常事変〜対立スル正義〜-』オープニングテーマ            |
| 2023年3月31日  | Best Wishes, ver.SOARA | SOARA | 「Best Wishes,」 | 『ALIVE』関連曲                                                                                               |
| 2023年4月26日  | テクノロイド オーバーマインド BD・DVD第2巻特典CD                                                                           | STAND-ALONE | 「NIGHTMARISH」 | ゲーム『テクノロイド ユニゾンハート』関連曲                                                                   |
| 2023年5月17日  | ATTACK | ナイトブレイク、ナナイロモンスター、シンデスティニー、ジャンガリアン | 「Hi-DRIVERS!」 | 『ハイドライバーズ』関連曲                                                                                    |
| 2023年5月17日  | ATTACK | ナイトブレイク | 「Carry On」 | 『ハイドライバーズ』関連曲                                                                                    |
| 2023年6月7日   | 「吸血鬼すぐ死ぬ」キャラクターソング入りサウンドトラック〈2〉                                                              | ロナルド（古川慎） | 「わかってたよ」 | テレビアニメ『吸血鬼すぐ死ぬ2』挿入歌                                                                         |
| 2023年6月10日  | Everything Happens for a reason                                                                                            | オタクヒーロー（古川慎） | 「Everything Happens for a reason」 | テレビアニメ『魔法少女マジカルデストロイヤーズ』挿入歌                                                        |
| 2023年6月23日  | SIDE ARTIST | 斑鳩杏寿（八代拓）、榊知陽（古川慎） | 「++ Grid ++」 「DIVE in the room」 | テレビアニメ『Opus.COLORs』関連曲                                                                             |
| 2023年6月23日  | SIDE GRADER | 永茜高校 Grader Group | 「SHINY 〜Grader cover〜」 | テレビアニメ『Opus.COLORs』関連曲                                                                             |
| 2023年6月23日  | SIDE GRADER | 灰島伊織（梅原裕一郎）、多岐瀬響（逢坂良太）、榊知陽（古川慎） | 「Trichromatic」 | テレビアニメ『Opus.COLORs』関連曲                                                                             |
| 2023年6月28日  | テクノロイド オーバーマインド BD・DVD第4巻特典CD                                                                           | STAND-ALONE | 「Exceptional One」 | ゲーム『テクノロイド ユニゾンハート』関連曲                                                                   |
| 2023年7月14日  | climb | XlamV | 「Groovy Night」 「This is my way」 「アワソラ」 「From Me」                                                                                                 | 『VS AMBIVALENZ』関連曲                                                                                       |
| 2023年7月14日  | climb | 39YEAH↗（古川慎） | 「アワソラ 39YEAH↗ ver.」 | 『VS AMBIVALENZ』関連曲                                                                                       |
| 2023年7月26日  | RESISTANCE | RUBIA Leopard［日暮茜（古川慎）］ | 「RESISTANCE」 | ドラマCD『DIG-ROCK』関連曲                                                                                    |
| 2023年7月26日  | 「恋花幕明録」デュエットソング＆シチュエーションCD side 土方歳三                                                           | 斎藤一（仲村宗悟）、土方歳三（古川慎） | 「理由」 | ゲーム『恋花幕明録』主題歌                                                                                    |
| 2023年7月26日  | 「恋花幕明録」デュエットソング＆シチュエーションCD side 土方歳三                                                           | 土方歳三（古川慎） | 「理由」 | ゲーム『恋花幕明録』関連曲                                                                                    |
| 2023年8月3日   | 第五人格周年記念サウンドトラック -トゥルース&リーズニング編-                                                               | リッパー（古川慎） | 「ベルスタインの靄」 | ゲーム『IdentityV 第五人格』関連曲                                                                            |
| 2023年8月10日  | 結歌叛唱 | 純位志献官 総員 | 「結歌叛唱」 | ゲーム『結合男子』主題歌                                                                                      |
| 2023年8月23日  | ファビュラスナイト Host-Song Delight "All eyes on me"                                                                      | 白洲（古川慎） | 「Mr.Trillion feat.SHIRASU」 | 『FABULOUS NIGHT』関連曲                                                                                      |
| 2023年8月23日  | UNISON×MIND | KNoCC、STAND-ALONE | 「Unbordered!」 | ゲーム『テクノロイド ユニゾンハート』関連曲                                                                   |
| 2023年8月23日  | UNISON×MIND | Selfish Gene | 「Never Say Never」 | ゲーム『テクノロイド ユニゾンハート』関連曲                                                                   |
| 2023年8月23日  | UNISON×MIND | STAND-ALONE | 「Sweet Reflection」 | ゲーム『テクノロイド ユニゾンハート』関連曲                                                                   |
| 2023年8月23日  | UNISON×MIND | コバルト（浦和希）、カイト（古川慎）、シルバ（榎木淳弥）、フラン（小林大紀）、ボーラ（濱野大輝）、ノーベル（野島健児） | 「感-KANDEN-電」 | ゲーム『テクノロイド ユニゾンハート』関連曲                                                                   |
| 2023年8月23日  | UNISON×MIND | STAND-ALONE | 「Bring it on」 「STORMS」 | テレビアニメ『テクノロイド オーバーマインド』挿入歌                                                           |
| 2023年8月23日  | UNISON×MIND | KNoCC、STAND-ALONE | 「インヴィジブル -Heart to Hearts-」 | テレビアニメ『テクノロイド オーバーマインド』関連曲                                                           |
| 2023年9月27日  | DIG-ROCK -signal- Vol.3 Type:IC                                                                                            | Impish Crow［野中つぐみ（内田雄馬）］、AKANE（古川慎） | 「BOLT」 | ドラマCD『DIG-ROCK』関連曲                                                                                    |
| 2023年9月27日  | DIG-ROCK -signal- Vol.3 Type:RL                                                                                            | RUBIA Leopard［日暮茜（古川慎）］、TSUGUMI（内田雄馬） | 「FLAME」 | ドラマCD『DIG-ROCK』関連曲                                                                                    |
| 2023年9月27日  | PICG VOCAL COLLECTION #1「DOJI」                                                                                           | PICG | 「DOJI」 | テレビアニメ『クールドジ男子』関連曲                                                                          |
| 2023年9月27日  | PICG VOCAL COLLECTION #1「DOJI」                                                                                           | 五十嵐元晴（古川慎） | 「DOJI」 | テレビアニメ『クールドジ男子』関連曲                                                                          |
| 2023年10月18日 | Paradox Live -Road to Legend- FINAL"REVOLUTION"                                                                            | 獄Luck | 「S.W.A.G.」 | 『Paradox Live』関連曲                                                                                        |
| 2023年10月28日 | THE IDOLM@STER SideM 8th STAGE THEME SONG「Hands & Claps!」                                                                | 315 ALLSTARS | 「Hands & Claps!」 | ライブイベント『THE IDOLM@STER SideM 8th STAGE 〜ALL H@NDS TOGETHER〜』テーマソング                           |
| 2023年10月28日 | THE IDOLM@STER SideM 8th STAGE THEME SONG「Hands & Claps!」                                                                | 315 STARS（フィジカルVer.） | 「Hands & Claps!」 | ライブイベント『THE IDOLM@STER SideM 8th STAGE 〜ALL H@NDS TOGETHER〜』テーマソング                           |
| 2024年1月24日  | Gray Sheep EP01 | BAD SKUNK | 「Groovy Good Beat」 | 『Gray Sheep』関連曲                                                                                          |
| 2024年1月31日  | raise | XlamV | 「Said that」 「A.S.A.P」 「what about love」 「蜜柑」 | 『VS AMBIVALENZ』関連曲                                                                                       |
| 2024年1月31日  | raise | 39YEAH↗（古川慎） | 「what about love 39YEAH↗ ver.」 | 『VS AMBIVALENZ』関連曲                                                                                       |
| 2024年1月31日  | THE IDOLM@STER SideM CIRCLE OF DELIGHT 03 Café Parade                                                                      | Café Parade | 「Heartmade Cookies」 「Dear you, Cheers!!」 | 『アイドルマスター SideM』関連曲                                                                              |
| 2024年2月10日  | THE IDOLM@STER SideM UNIT COLLECTION -Hands & Claps!–                                                                      | Café Parade | 「Hands & Claps!」 | 『アイドルマスター SideM』関連曲                                                                              |
| 2024年3月27日  | ANTHEM | 獄Luck | 「カタルシス」 | 『Paradox Live』関連曲                                                                                        |
| 2024年3月27日  | Halation | RUBIA Leopard［日暮茜（古川慎）］ | 「Halation」 | ドラマCD『DIG-ROCK』関連曲                                                                                    |
| 2024年3月27日  | 金色のコルダ スターライトオーケストラ VOCAL COLLECTION II                                                                  | 宇賀神惟世（古川慎） | 「キラと光れ！」 | ゲーム『金色のコルダ スターライトオーケストラ』関連曲                                                         |
| 2024年5月22日  | Gray Sheep EP02 | BAD SKUNK | 「Nuts Addiction」 | 『Gray Sheep』関連曲                                                                                          |
| 2024年7月13日  | THE IDOLM@STER SideM 9th STAGE THEME SONG「Gather Round!」                                                                 | 315 ALLSTARS | 「Gather Round!」 | ライブイベント『THE IDOLM@STER SideM 9th STAGE 〜MIR＠-CIRCLE CRESCENDO〜』テーマソング                       |
| 2024年7月13日  | THE IDOLM@STER SideM 9th STAGE THEME SONG「Gather Round!」                                                                 | 315 STARS（フィジカルVer.） | 「Gather Round!」 | ライブイベント『THE IDOLM@STER SideM 9th STAGE 〜MIR＠-CIRCLE CRESCENDO〜』テーマソング                       |
| 2024年7月13日  | THE IDOLM@STER SideM CIRCLE OF DELIGHT SOLO COLLECTION 01                                                                  | アスラン＝ベルゼビュートII世（古川慎） | 「Heartmade Cookies」 | 『アイドルマスター SideM』関連曲                                                                              |
| 2024年8月7日   | 「XlamV 1st LIVE -To You-」Blu-ray 特典CD                                                                                  | XlamV | 「You & Me」 「Go My Own Way」 | 『VS AMBIVALENZ』関連曲                                                                                       |
| 2024年8月7日   | Your Side… | illuvista | 「Your Side…」 | 『VS AMBIVALENZ』関連曲                                                                                       |
| 2024年8月14日  | アニメ『刀剣乱舞 廻』キャラクターソングアルバム                                                                            | へし切長谷部（新垣樽助）、山姥切国広（前野智昭）、鶴丸国永（斉藤壮馬）、燭台切光忠（佐藤拓也）、同田貫正国（櫻井トオル）、大倶利伽羅（古川慎） | 「望郷」 | 劇場アニメ『刀剣乱舞 廻 -々伝 近し侍らうものら-』主題歌                                                       |
| 2024年8月19日  | ブレイクマイケース パーソナルソング・コンピレーション Vol.1                                                                | 皇坂逢（古川慎） | 「Believe in yourself」 | ゲーム『ブレイクマイケース』関連曲                                                                            |
| 2024年9月25日  | Gray Sheep EP03 | BAD SKUNK | 「No night, No life」 | 『Gray Sheep』関連曲                                                                                          |
| 2024年10月23日 | Paradox Live Opening Show -Battle of Unity- Unit A                                                                         | 獄Luck | 「Born this way」 | 『Paradox Live』関連曲                                                                                        |
| 2024年11月13日 | DIG-ROCK -BREAK TIME 3rd Season- Type:RL                                                                                   | RUBIA Leopard［日暮茜（古川慎）］ | 「Teaser」 | ドラマCD『DIG-ROCK』関連曲                                                                                    |
| 2024年11月20日 | 18TRIP Cassette #01 ‘グッドラック’                                                                                         | コンダクターズ | 「我らHAMAツアーズ」 | ゲーム『18TRIP』関連曲                                                                                        |
| 2024年11月29日 | ALIVE「あの頃の僕らは」シリーズ・SOARA「花咲く丘で〜again〜/あの日のメロディー」                                           | SOARA | 「花咲く丘で〜again〜」 「あの日のメロディー」 | 『ALIVE』関連曲                                                                                               |
| 2024年12月6日  | DIG-ROCK 5th Anniversary BOX                                                                                               | RUBIA Leopard［日暮茜（古川慎）］ | 「DEEP」 | ドラマCD『DIG-ROCK』関連曲                                                                                    |
| 2024年12月11日 | TVアニメ「30歳まで童貞だと魔法使いになれるらしい」特別編集版EDテーマ『ラブキャンドル』&オリジナルサウンドトラック アルバム | 安達清（小林千晃）、黒沢優一（鈴木崚汰）、柘植将人（古川慎）、綿矢湊（佐藤元） | 「ラブキャンドル」 | 劇場アニメ『「30歳まで童貞だと魔法使いになれるらしい」特別編集版』主題歌                                      |
| 2024年12月11日 | TVアニメ「30歳まで童貞だと魔法使いになれるらしい」特別編集版EDテーマ『ラブキャンドル』&オリジナルサウンドトラック アルバム | 柘植将人（古川慎）、綿矢湊（佐藤元） | 「ラブキャンドル」 | 劇場アニメ『「30歳まで童貞だと魔法使いになれるらしい」特別編集版』関連曲                                      |
| 2024年12月11日 | TVアニメ「30歳まで童貞だと魔法使いになれるらしい」特別編集版EDテーマ『ラブキャンドル』&オリジナルサウンドトラック アルバム | 柘植将人（古川慎） | 「ラブキャンドル」 | 劇場アニメ『「30歳まで童貞だと魔法使いになれるらしい」特別編集版』関連曲                                      |
| 2025年1月21日  | Visible Love | STAND-ALONE | 「Miserable」 | ゲーム『テクノロイド ユニゾンハート』関連曲                                                                   |
| 2025年1月29日  | Paradox Live -Battle of Unity- Round1 “SURVIVE”                                                                            | 獄Luck | 「Scarface」 | 『Paradox Live』関連曲                                                                                        |
| 2025年2月19日  | night for two | illuvista | 「night for two」 | 『VS AMBIVALENZ』関連曲                                                                                       |
| 2025年3月5日   | landscape | XlamV | 「The Chain」 「Invitation」 「Spark」 「About Us」 | 『VS AMBIVALENZ』関連曲                                                                                       |
| 2025年3月5日   | THE IDOLM@STER SideM 10th ANNIVERSARY P@SSION 10 Café Parade                                                               | Café Parade | 「HAPPY STARTING」 「Chocolate Special」 | 『アイドルマスター SideM』関連曲                                                                              |
| 2025年3月12日  | THE IDOLM@STER SideM F＠NTASTIC COMBINATION～PINATATIME!!～ Café Parade                                                    | Café Parade | 「Sunset★Colors」 | ライブイベント『315 Production presents F@NTASTIC COMBINATION LIVE ～PINATATIME!!～』関連曲                   |
| 2025年3月12日  | THE IDOLM@STER SideM F＠NTASTIC COMBINATION～PINATATIME!!～ Café Parade                                                    | High×Joker、Café Parade | 「PRIZE PINATA！」 「Beyond The Dream」 | ライブイベント『315 Production presents F@NTASTIC COMBINATION LIVE ～PINATATIME!!～』関連曲                   |
| 2025年3月12日  | THE IDOLM@STER SideM F@NTASTIC COMBINATION～PINATATIME!!～ High×Joker                                                      | High×Joker、Café Parade | 「DRIVE A LIVE」 | ライブイベント『315 Production presents F@NTASTIC COMBINATION LIVE ～PINATATIME!!～』関連曲                   |
| 2025年3月15日  | THE IDOLM@STER SideM UNIT COLLECTION -Gather Round!-                                                                       | Café Parade | 「Gather Round!」 | 『アイドルマスター SideM』関連曲                                                                              |
| 2025年3月26日  | Gray Sheep Song Notes 01                                                                                                   | BAD SKUNK | 「VIOLET LOVE」 | 『Gray Sheep』関連曲                                                                                          |
| 2025年5月28日  | Paradox Live Seasonal Show                                                                                                 | team Autumn | 「Halloween」 | 『Paradox Live』関連曲                                                                                        |
| 2025年5月28日  | Paradox Live Seasonal Show                                                                                                 | Paradox Live All ARTISTS［BAE、The Cat's Whiskers、cozmez、悪漢奴等、武雷管、VISTY、AMPRULE、1Nm8、獄Luck］ | 「29 Verse -One Mic One Spit One Kill-」 | 『Paradox Live』関連曲                                                                                        |
| 2025年6月11日  | THE IDOLM@STER SideM 10th ANNIVERSARY P@SSION 17 SUPREME STARS !!!                                                         | 315 ALLSTARS | 「SUPREME STARS !!!」 | 『アイドルマスター SideM』関連曲                                                                              |
| 2025年6月11日  | THE IDOLM@STER SideM 10th ANNIVERSARY P@SSION 17 SUPREME STARS !!!                                                         | 315 STARS（フィジカルVer.） | 「SUPREME STARS !!!」 | 『アイドルマスター SideM』関連曲                                                                              |
| 2025年7月12日  | THE IDOLM@STER SideM UNIT COLLECTION -SUPREME STARS !!!-                                                                   | Café Parade | 「SUPREME STARS !!!」 | 『アイドルマスター SideM』関連曲                                                                              |
| 2025年7月28日  | ドラマチックLOVE -キンパラ Special Session ver.-                                                                           | 一条シン（寺島惇太）、香賀美タイガ（畠中祐）、十王院カケル（八代拓）、鷹梁ミナト（五十嵐雅）、朱雀野アレン（梶原岳人）、矢戸乃上珂波汰（小林裕介）、大和憧吾（中島ヨシキ）、犬飼憂人（古川慎） | 「ドラマチックLOVE -キンパラ Special Session ver.-」 | 劇場アニメ『KING OF PRISM-Your Endless Call-み〜んなきらめけ!プリズム☆ツアーズ』関連曲 『Paradox Live』関連曲 |
| 2025年8月2日   | ALIVE「あの頃の僕らは」シリーズ・SOARA「I Will.／Song Of Us」                                                              | SOARA | 「I WILL.」 「Song Of Us」 | 『ALIVE』関連曲                                                                                               |
| 2025年8月28日  | ゲーム「DIG-ROCK -Documentary of Youthful Sounds-」特典CD                                                                  | RUBIA Leopard［日暮茜（古川慎）］ | 「Tactics」 | ドラマCD『DIG-ROCK』関連曲                                                                                    |
| 2025年9月3日   | Break it down | RUBIA Leopard［日暮茜（古川慎）］ | 「Break it down」 | ドラマCD『DIG-ROCK』関連曲                                                                                    |
| 2025年9月24日  | Vox Venena Vo.1 | ヘムロック（古川慎） | 「Pathetique」 | 『Toxic-a-Holic』関連曲                                                                                       |

### その他参加作品
| 発売日        | 商品名                                                        | 歌 | 楽曲                                                | 備考                                                         |
| ------------- | ------------------------------------------------------------- | --- | --------------------------------------------------- | ------------------------------------------------------------ |
| 2019年9月25日 | Disney 声の王子様 Voice Stars Dream Selection II              | 古川慎 | 「星に願いを」                                      |                                                              |
| 2019年9月25日 | Disney 声の王子様 Voice Stars Dream Selection II              | 浅沼晋太郎、天﨑滉平、荒牧慶彦、小澤廉、木村昴、高野洸、立花慎之介、橋本祥平、古川慎、増田俊樹、八代拓、山谷祥生 | 「みんなスター！」                                  |                                                              |
| 2019年9月25日 | Disney 声の王子様 Voice Stars Dream Selection II Amazon特典CD | 古川慎 | 「みんなスター！」                                  |                                                              |
| 2020年12月9日 | VOICE〜声優たちが歌う松田聖子ソング〜 Male Edition            | 古川慎 | 「チェリーブラッサム」 「SWEET MEMORIES」           |                                                              |
| 2020年12月9日 | VOICE〜声優たちが歌う松田聖子ソング〜 Male Edition            | 梶裕貴、野島健児、松岡禎丞、古川慎、石川界人                                                                     | 「瑠璃色の地球」                                    |                                                              |
| 2021年3月26日 | Disney 声の王子様 Voice Stars Dream Live 2020 特典CD          | 荒牧慶彦、立花慎之介、古川慎                                                                                     | 「ハワイアン・ローラーコースター・ライド」          |                                                              |
| 2021年3月26日 | Disney 声の王子様 Voice Stars Dream Live 2020 特典CD          | 浅沼晋太郎、天﨑滉平、荒牧慶彦、木村昴、高野洸、立花慎之介、橋本祥平、古川慎、増田俊樹、八代拓、山谷祥生         | 「ずっとかわらないもの」 「ミッキーマウス・マーチ」 |                                                              |
| 2021年3月26日 | Disney 声の王子様 Voice Stars Dream Live 2020 Amazon特典CD    | 古川慎 | 「ミッキーマウス・マーチ」                          |                                                              |
| 2024年9月27日 | Lantis MENS GIG “A・C・E” 2024テーマソング「Never-ending」    | 仲村宗悟、畠中祐、古川慎                                                                                         | 「Never-ending」                                    | ライブイベント『Lantis MENS GIG “A・C・E” 2024』テーマソング |
| 2024年9月27日 | Lantis MENS GIG “A・C・E” 2024テーマソング「Never-ending」    | 古川慎 | 「Never-ending」                                    | ライブイベント『Lantis MENS GIG “A・C・E” 2024』関連曲       |